# Uzbekistán
Uzbekistán, plným názvem Republika Uzbekistán (uzbecky Ўзбекистон Республикаси, O‘zbekiston Respublikasi), je dvojnásobně vnitrozemský stát ve Střední Asii. Je obklopen pěti zeměmi: Na severu sousedí s Kazachstánem, na severovýchodě s Kyrgyzstánem, na jihovýchodě s Tádžikistánem, na jihu s Afghánistánem a na jihozápadě s Turkmenistánem, což z něj činí jednu ze dvou dvojnásobně vnitrozemských zemí na Zemi, druhou je Lichtenštejnsko. Celkem 80 % území zaujímá poušť, jihovýchodní část charakterizuje úpatí pohoří Ťan-šan, na většině území panuje studené aridní podnebí. Uzbekistán se dělí na 12 regionů a 1 autonomní republiku, na ploše  447 000 km² žije 37,5 milionu obyvatel; což z něj činí nejlidnatější zemi Střední Asie. Jeho hlavním a největším městem je Taškent, dalšími velkými městy jsou Namangan, Samarkand a Andižan. Uzbeci tvoří 85 % obyvatel, největšími menšinami jsou Tádžikové, Kazaši a Karalpakové, úředním jazykem je uzbečtina, drtivá většina obyvatel se hlásí k islámu. 
Prvními zaznamenanými osadníky na území dnešního Uzbekistánu byli východoíránští kočovníci, známí jako Skytové, kteří v 8.-6. století př. n. l. založili království v Chórezmu, Baktrii a Sogdii a také ve 3. století př. n. l. - 6. století n. l. také Fergánu a Margiánu. Oblast byla začleněna do Achaimenovské říše a po období řecko-baktrijské nadvlády a později Sasánovské říše až do muslimského dobytí Persie v 7. století. Rané muslimské výboje a následná Samanidská říše obrátily většinu obyvatelstva na islám. V tomto období začala města bohatnout díky přítomnosti Hedvábné stezky a stala se centrem islámského zlatého věku. Místní dynastie Chválazmiovců byla zničena mongolským vpádem ve 13. století, což vedlo k nadvládě mongolských národů. Tímur Lenk  ve 14. století založil Tímúrovskou říši. Jejím hlavním městem byl Samarkand, který se za vlády Ulugbega stal centrem vědy a dal vzniknout timuridské renesanci. Území Tímúrovské dynastie dobyli v 16. století Šajbanidé. Dobyvačné výpravy císaře Bábura směrem na východ vedly k založení Mughalské říše v Indii. Většina Střední Asie byla v průběhu 19. století postupně začleněna do Ruského impéria, přičemž politickým centrem ruského Turkestánu se stal Taškent. V roce 1924 byla na základě národnostního vymezení vytvořena Uzbecká sovětská socialistická republika jako jedna z republik Sovětského svazu. V roce 1991 vyhlásila nezávislost jako Republika Uzbekistán.
Uzbekistán je unitární sekulární poloprezidentská republika, hlavou státu je prezident, zákonodárným orgánem je dvoukomorový parlament. Některé nevládní organizace sice Uzbekistán definují jako „autoritářský stát s omezenými občanskými právy“, ale po smrti prvního prezidenta Islama Karimova byly provedeny významné reformy.  V indexu lidského rozvoje se země umístila na 106. místě na světě. Má rozvíjející se ekonomiku s nižším středním příjmem. Uzbekistán je významným producentem a vývozcem bavlny. Díky gigantickým energetickým zařízením ze sovětské éry a dostatečným zásobám zemního plynu se Uzbekistán stal největším výrobcem elektřiny ve Střední Asii. Země je členem Organizace spojených národů, Společenství nezávislých států, Šanghajské organizace pro spolupráci, Organizace turkických států, Organizace islámské spolupráce a je pozorovatelem v Eurasijském ekonomickém svazu.

## Historie

### Starověk
První lidé, o nichž je známo, že obývali Střední Asii, byli Skytové, kteří pocházeli ze severních pastvin dnešního Uzbekistánu. V regionu se usadili někdy v prvním tisíciletí před naším letopočtem. Postavili poté podél řek rozsáhlý zavlažovací systém. Již v této době byly položeny základy měst jako je dnešní Buchara nebo Samarkand.
V 5. století př. n. l. region ovládli Baktrijci, Sogdijci a Jüe-č’ové, jež se stali součástí Perské říše. Především sogdiánští obchodníci Bucharu či Samarkand, centra oblasti ve starověku zvané Transoxanie (Araby Maverannáhr), zapojili do Hedvábné stezky a zajistili jim tak moc a bohatství.
V roce 327 př. n. l. dobyl Sogdianu a Baktrii Alexandr Veliký. Lidový odpor proti Evropanům byl silný, ale helénský vliv se nějakou dobu udržel. V 1. století př. n. l. byl však vytlačen Kušánskou říší ovládanou Jüe-či. Tím byl znovu obnoven perský kulturní vliv, který udrželi později i Parthové, Sásánovci, Heftalité a Turkuti, jejichž kaganát vznikl na území Uzbekistánu v 6. století.

### Středověk
V 8. století vpadli do oblasti Arabové, kteří sem přinesli islám. Země byla násilně islamizována. V 9. století bylo území začleněno do Samanidské říše, později do turkické Karachánovské říše. Ta měla zpočátku své hlavní sídlo na území dnešního Kyrgyzstánu a posléze Číny, ovšem v letech 1040–1212 byl jejím centrem Samarkand. Dočasně území ovládla též Seldžucká říše a Kara Kitani. V letech 1219–1220 vpadl do Chórezmské říše na území Uzbekistánu mongolský dobyvatel Čingischán. Jeho působení zde je spojeno s rabováním a vražděním místních obyvatel. Oblast byla invazí trvale ovlivněna – íránsko-perská kultura byla definitivně vytlačena na úkor kultury turkicko-mongolské. Obří Čingischánova Mongolská říše se sice rychle rozpadla, ale Čingischánův syn Čagataj udržel vládu ve střední Asii (kromě Chórezmu, který ovládla Zlatá horda) a podařilo se to i jeho následovníkům, kteří takto stvořili Čagatajský chanát. Čagatajská dynastie vládla oblasti dnešního Uzbekistánu až do roku 1360. Od jednoho z posledních čagatajských vládců Oz Bega, který vládl zemi v letech 1313–1340, je také odvozeno dnešní jméno země – Uzbekistán.

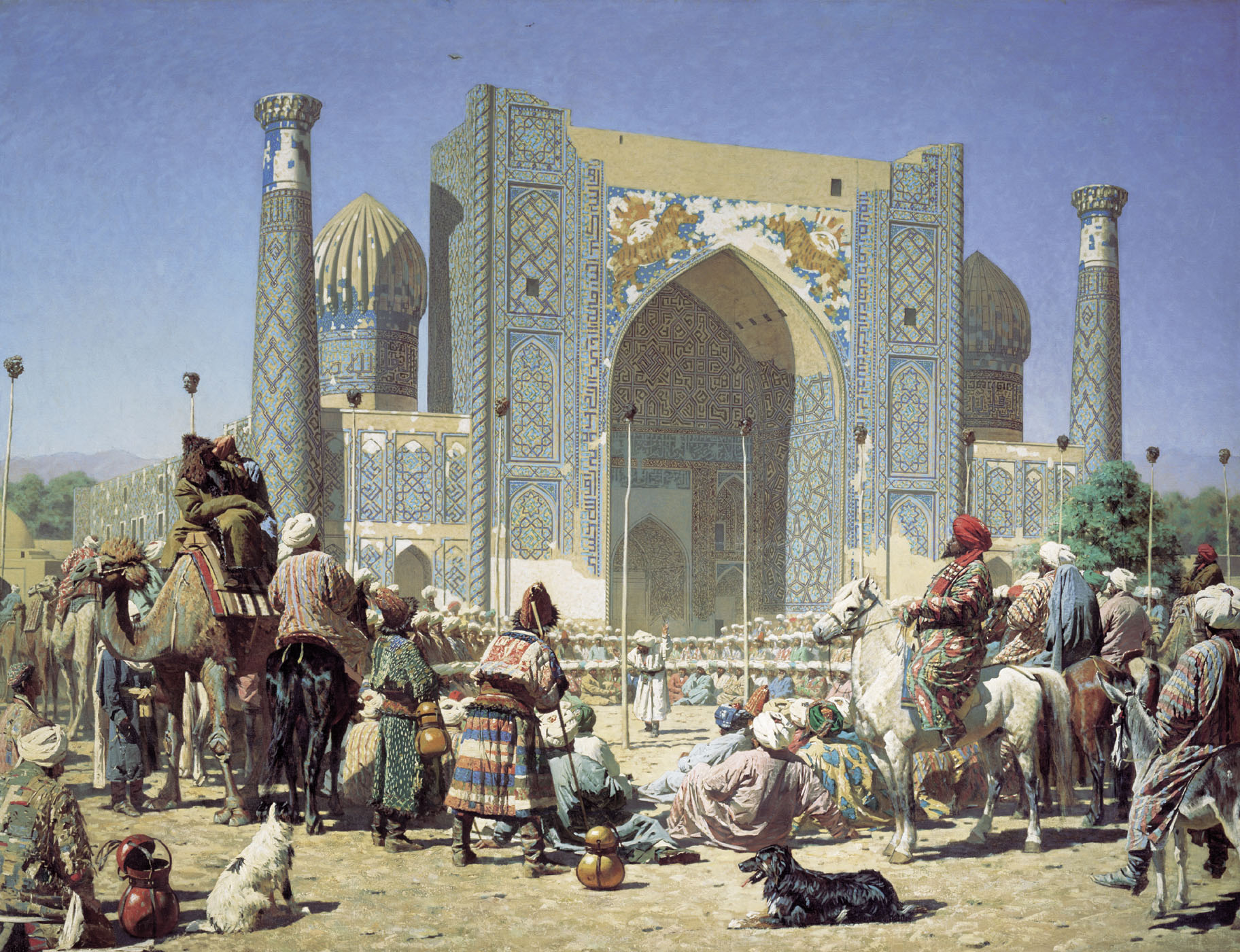
Dav v Registanu, Samarkand

Obrovskou říši rozkládající se především na území dnešního Íránu, Turkmenistánu, Uzbekistánu a Afghánistánu s hlavním městem Samarkand vytvořil ve druhé polovině 14. století Tamerlán (též Timur, nebo Tímur Lenk) (1336–1405). Jeho vojenské kampaně způsobily smrt milionů lidí. Tento neuvěřitelně krutý dobyvatel nechal bohatství z dobytých zemí vozit do hlavního města jeho říše – do Samarkandu. Za jeho vlády prožívala v Samarkandu rozkvět architektura i věda, a také se z čagatajského turkického dialektu (čagatajštiny) stal literární jazyk, základ dnešní uzbečtiny. Prvním velkým literátem tohoto jazyka byl Alíšer Navoí, působící v Herátu (dnes Afghánistán). Tamerlán byl zakladatelem dynastie Timúrovců. Jeho vnuk Muhammad Taragaj známý jako Ulugbek (1394–1449) byl milovníkem vědy. Za jeho čtyřicetileté vlády ztrácela říše na významu, ale současně se Samarkand stal jedním z nejvýznamnějších vědeckých center té doby, především díky proslulé observatoři.

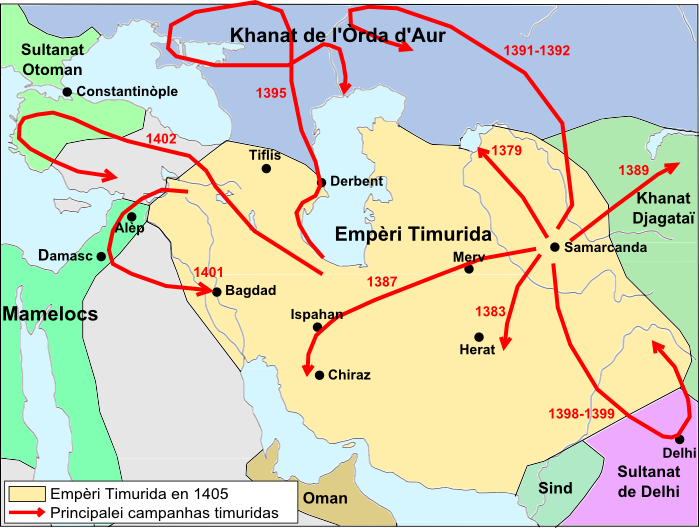
Dobyvačné výpravy turko-mongolského vojevůdce Tamerlána

Chronické vnitřní boje Timúrovců mezi sebou přilákaly v 16. století uzbecké nomádské kmeny žijící na sever od Aralského jezera. V roce 1501 zahájily tyto kmeny rozsáhlou invazi na území Timurovců. Nakonec ho ovládly a vytvořily zde několik menších státních útvarů, mezi nimiž nejsilnějšími byli Bucharský emirát, Chivský chanát a Kokandský chanát. Jejich ekonomika hodně závisela na obchodu s otroky, především Buchara jím byla proslulá. Otroky byli především šíitové. Tento obchod přetrvával až do 19. století a budil občas pohoršení v evropských zemích. Jeho zastavení se stalo i oficiální záminkou Rusů pro invazi do oblasti. Ve skutečnosti však šlo o součást proslulé Velké hry o střední Asii.

### Ruská nadvláda

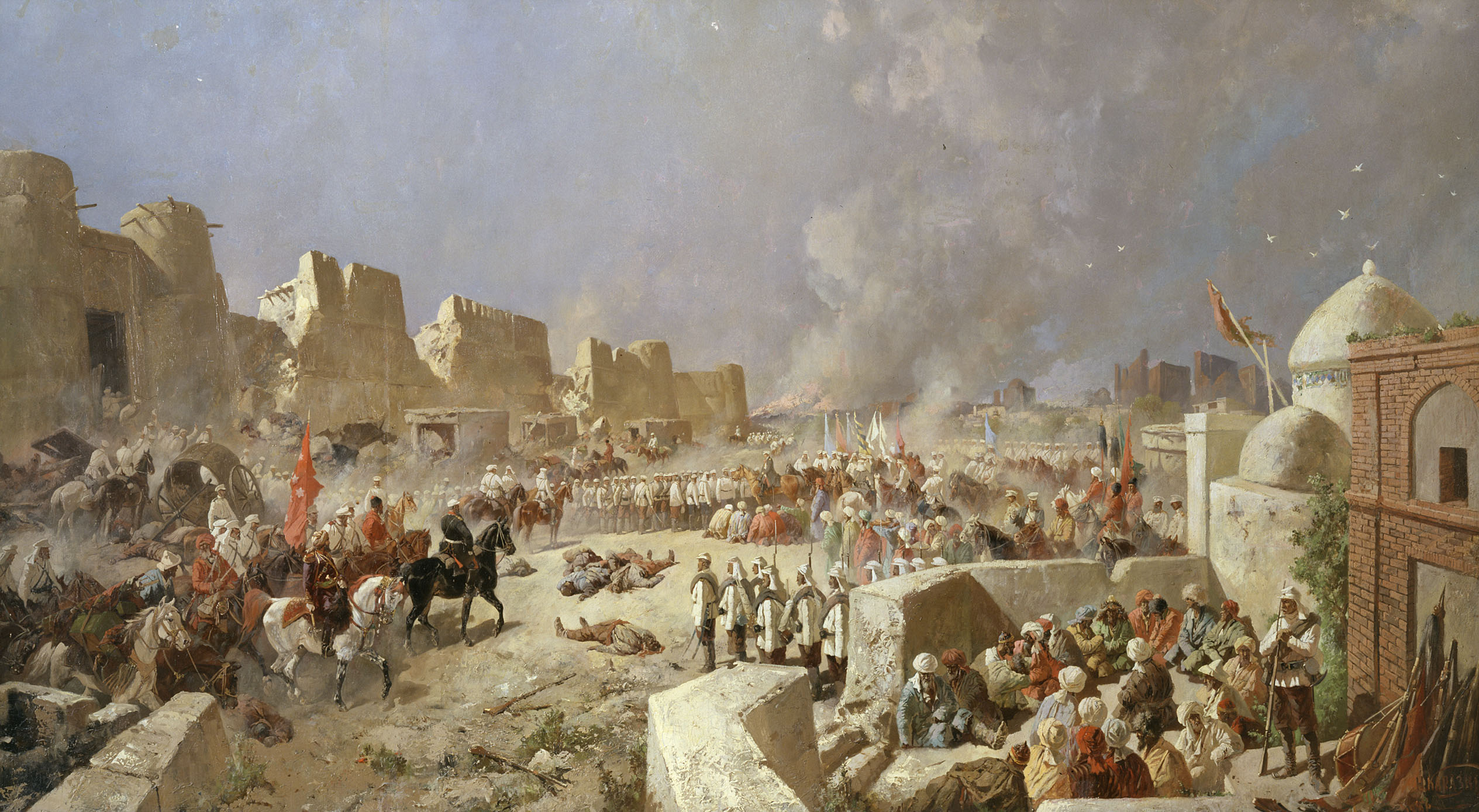
Dobytí Samarkandu ruskými vojsky roku 1868

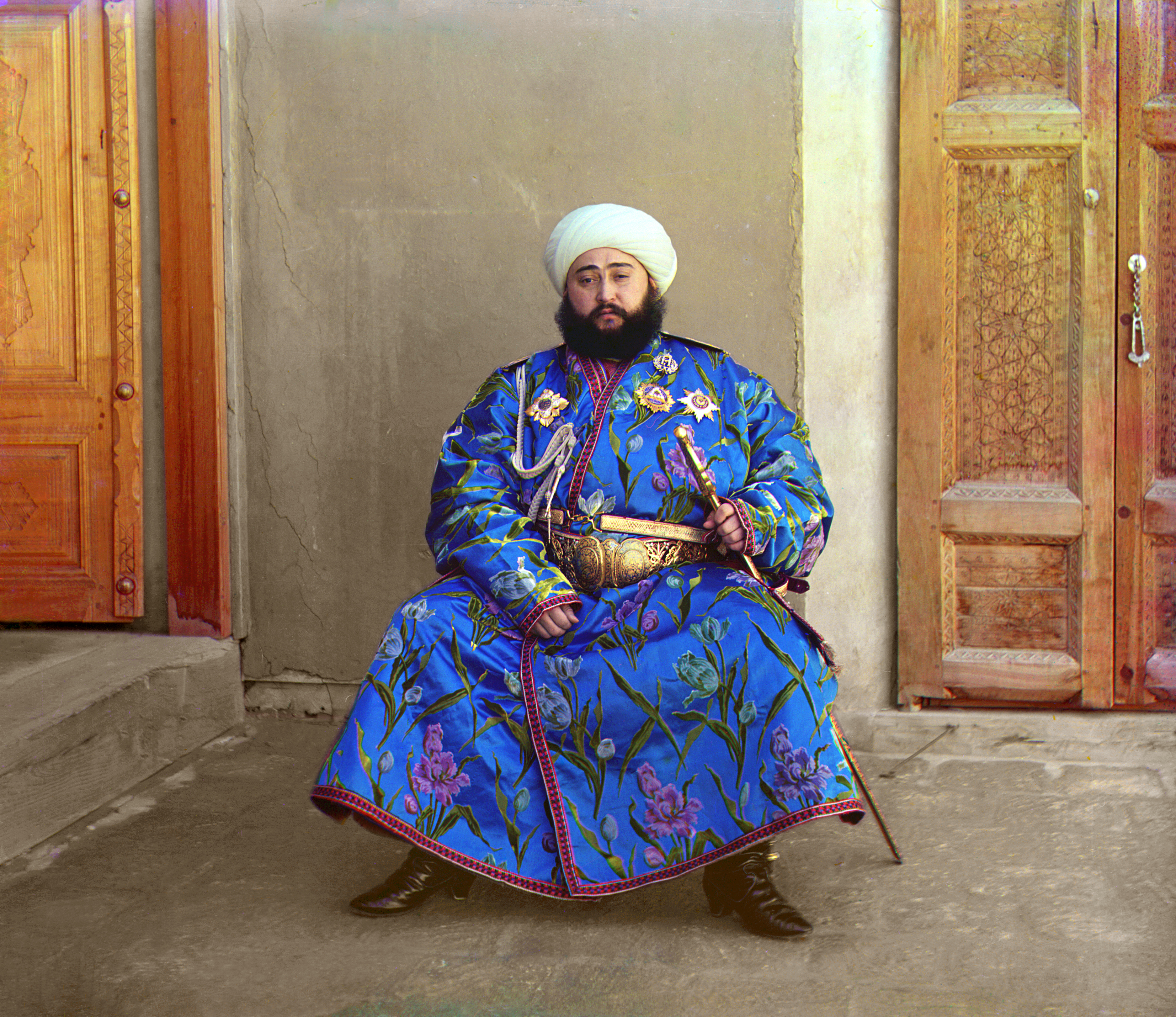
Poslední emír z Buchary, který byl vazalem Ruského impéria

V 60. letech 19. století Rusko zaútočilo na chanáty a celou zemi si podmanilo. Buchara se stala ruským protektorátem roku 1868, Chorezm roku 1873, Kokandský chanát byl k Ruské říši připojen přímo, roku 1876. Odpor proti ruské nadvládě ale nikdy neuhasl. Největší povstání vypuklo během první světové války, v roce 1916, když carská vláda ukončila platnost výjimky zprošťující muslimy povinnosti vojenské služby. To vyvolalo středoasijské povstání, přičemž Uzbekistán byl jedním z jeho epicenter. Bylo potlačeno pomocí stanného práva. Napětí mezi muslimy a ruskými usedlíky vedlo na obou stranách k rozsáhlým masakrům. Zemřely tisíce lidí a další statisíce uprchly, většinou do sousední Čínské republiky. Středoasijské povstání bylo první masovou protiruskou vzpourou ve Střední Asii.
Během 1. světové války byly na území dnešního Uzbekistánu zajatecké tábory (Taškent, Trojick u Taškentu, Skobelevo, Andižan, Zolotaja Orda, Samarkand, Kokand, Fergana, ve kterých zahynuly tisíce Čechů a Slováků. V zajateckém táboře Trojick u Taškentu zahynulo přes 30 tisíc zajatců. V Taškentu byla náborová kancelář československých legií.
Po pádu carství v roce 1917 se moci v Taškentu chopili bolševici, podporovaní některými modernisticky orientovanými muslimy. Nacionalisté a konzervativní muslimové se pokusili vytvořit ve městě Kokandu nezávislou vládu ("Kokandská autonomie"). V únoru 1918 vydrancovali vojáci Rudé armády a arménští dašnaci Kokand způsobem, který byl popsán jako pogrom. Zahynulo při něm až 25 000 osob. Tento masakr rozlítil masy domorodého muslimského obyvatelstva. Vypuklo protibolševické a protiruské povstání, vedené Ergašem bejem, jež je nazýváno basmačským povstáním (název basmač pochází z turkického výrazu pro nájezdníka). Basmači byli zpočátku úspěšní. Bolševici byli brzy vyhnáni z Chivy i Buchary. Zbyl jim jen Taškent, kde bezhlavé znárodňování způsobilo ekonomický kolaps a hladomor, takže koncem roku 1918 basmači ovládli i toto město. Poté však Rudá armáda přešla do protiofenzivy a do roku 1920 basmačské hnutí takřka pacifikovala. Toho roku Sověti dobyli i Bucharu a svrhli místního emíra.
V listopadu 1921 dorazil do Buchary generál İsmail Enver známý jako Enver Paša, bývalý osmanský ministr války, aby pomohl válečnému úsilí sovětů. Místo toho však přeběhl a stal se jedním z nejvýznamnějších basmačských vůdců. Centralizoval a znovuoživil celé hnutí. Enver hodlal vytvořit všeturkickou konfederaci, jež by zahrnovala celou Střední Asii. Počátkem roku 1922 kontroloval Samarkand i Dušanbe. V červnu 1922 však porazily sovětské jednotky, jimž velel plukovník Nikolaj Kakurin, basmačské síly v bitvě u Kafrunu, načež začala Rudá armáda vytlačovat povstalce směrem na východ. Enver Paša padl při posledním zoufalém výpadu jízdy 4. srpna 1922 poblíž Balčuanu v dnešním Tádžikistánu. Jeho nástupce Selim Paša pokračoval v boji, ale nakonec byl v roce 1923 nucen uprchnout do Afghánistánu. Odtud pak sice basmači útočili i v pozdějších letech, ale konsolidovanou sovětskou moc již neohrozili. Vyčerpaní rolníci už na odpor sílu neměli. Zvláště když sovětská vláda v polovině 20. let nabídla i "cukr", tedy ústupky, které se týkaly života hospodářského (Nová ekonomická politika), politického (amnestie povstalců) i náboženského (znovuzavedení islámského práva šaría, obnovení medres a vakfů).

### V Sovětském svazu

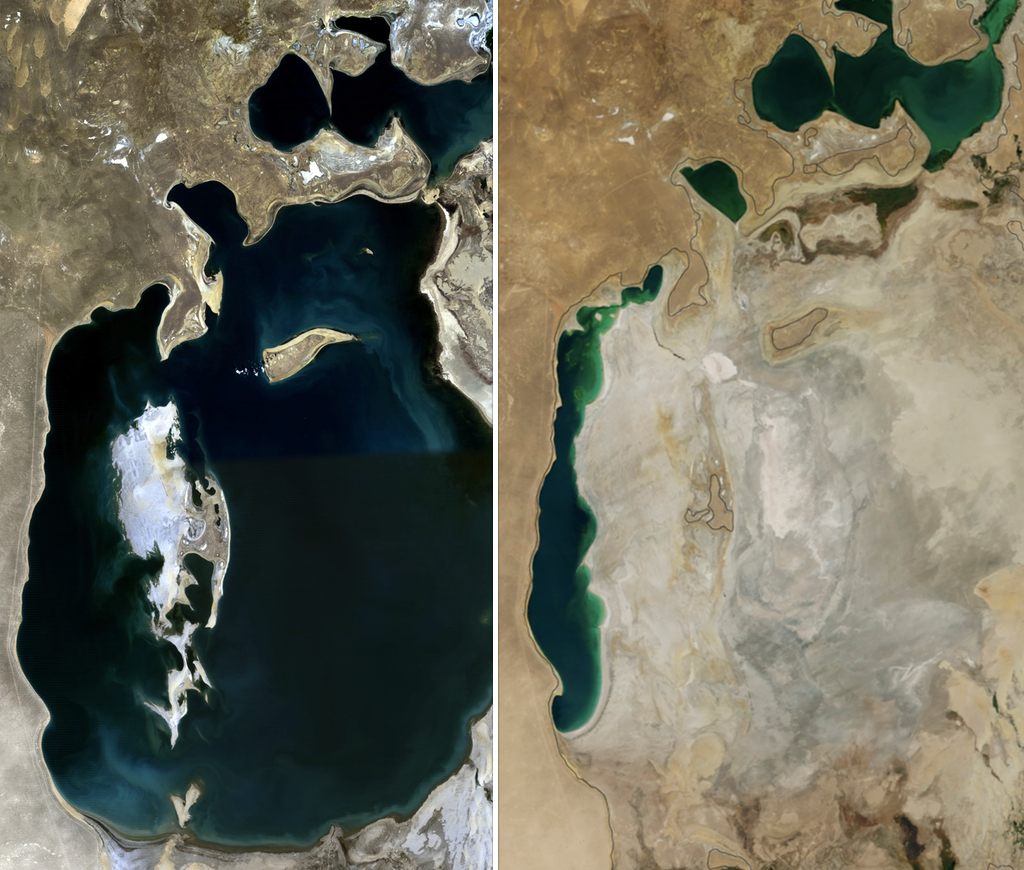
Aralské jezero v roce 1989 a 2014.

Rudí zvítězili. Roku 1924 byla vyhlášena Uzbecká sovětská socialistická republika, v květnu 1925 se připojila k Sovětskému svazu. Ibrahim Bek nakrátko obrodil basmačské hnutí ve 30. letech, když se zdvihl odpor způsobený násilnou kolektivizací. Brzy však byl polapen a popraven. Kolem roku 1934 byl odpor zcela zlomen.
V roce 1929 byla z Uzbecké republiky odštěpena tádžická autonomie a stala se z ní nezávislá Tádžická sovětská socialistická republika (dnes Tádžikistán). V roce 1930 bylo hlavní město přesunuto ze Samarkandu do Taškentu. Roku 1936 byla do Uzbecké SSR začleněna Karakalpacká autonomní sovětská socialistická republika. Zůstala součástí Uzbekistánu i po roce 1991, jakožto autonomní oblast. V době Stalinovy Velké čistky 30. let bylo popraveno mnoho Uzbeků, včetně prvního premiéra Uzbecké SSR Fajzulla Chodžajeva.
Na bojištích druhé světové války bojovalo 1 433 230 Uzbeků, v řadách Rudé armády jich padlo na 300 000. Válka znamenala také změnu demografickou, neboť do uzbeckých továren, jež představovaly zázemí fronty, bylo posláno mnoho Rusů a Ukrajinců. Navíc Stalin, jak bylo pro něj typické, do Uzbekistánu přemístil celá etnika, která podezříval z toho, že by ve válce nemusela být loajální – krymské Tatary, Korejce, Čečence aj. To jen znásobilo etnické spory v zemi a zvýšilo počet etnických skupin na zhruba šedesát.
SSSR po válce využíval Uzbekistán hlavně jako zdroj bavlny (62 % sklizně v SSSR). Zvýšení produkce bavlny, zahájené počátkem 60. let v rámci Chruščovových zemědělských experimentů, však vedlo k nadměrnému umělému zavlažování, jež odčerpalo příliš vody z řeky Amudarja, což následně vedlo k ekologické katastrofě Aralského jezera, jež téměř vyschlo. Komunistické vedení Uzbekistánu bylo pozoruhodně stabilní – Šarof Rašidov stál v čele místní komunistické strany 24 let, v letech 1959–1983.

### Nezávislost

Mapa Uzbekistánu (v anglické transkripci)

Dne 20. června 1990 vyhlásil Uzbekistán svou státní suverenitu, zůstával však nadále součástí federace Sovětského svazu. Plnou nezávislost vyhlásil 31. srpna 1991, po neúspěšném pokusu konzervativních komunistů o puč v Moskvě. Hned po vzniku se Uzbekistán stal členem Společenství nezávislých států. V čele republiky stanul generální tajemník místní komunistické strany Islam Karimov. Volby, které ho do křesla vynesly, byly označeny za nedemokratické. Hned po zvolení Karimov podporoval protiruské nálady v zemi; i kvůli tomu vypukly etnické nepokoje (v tomto období opustilo Uzbekistán na 2 milióny Rusů). V roce 1992 zakázal všechny opoziční strany a některé jejich vůdce poslal do vězení za protistátní aktivity.

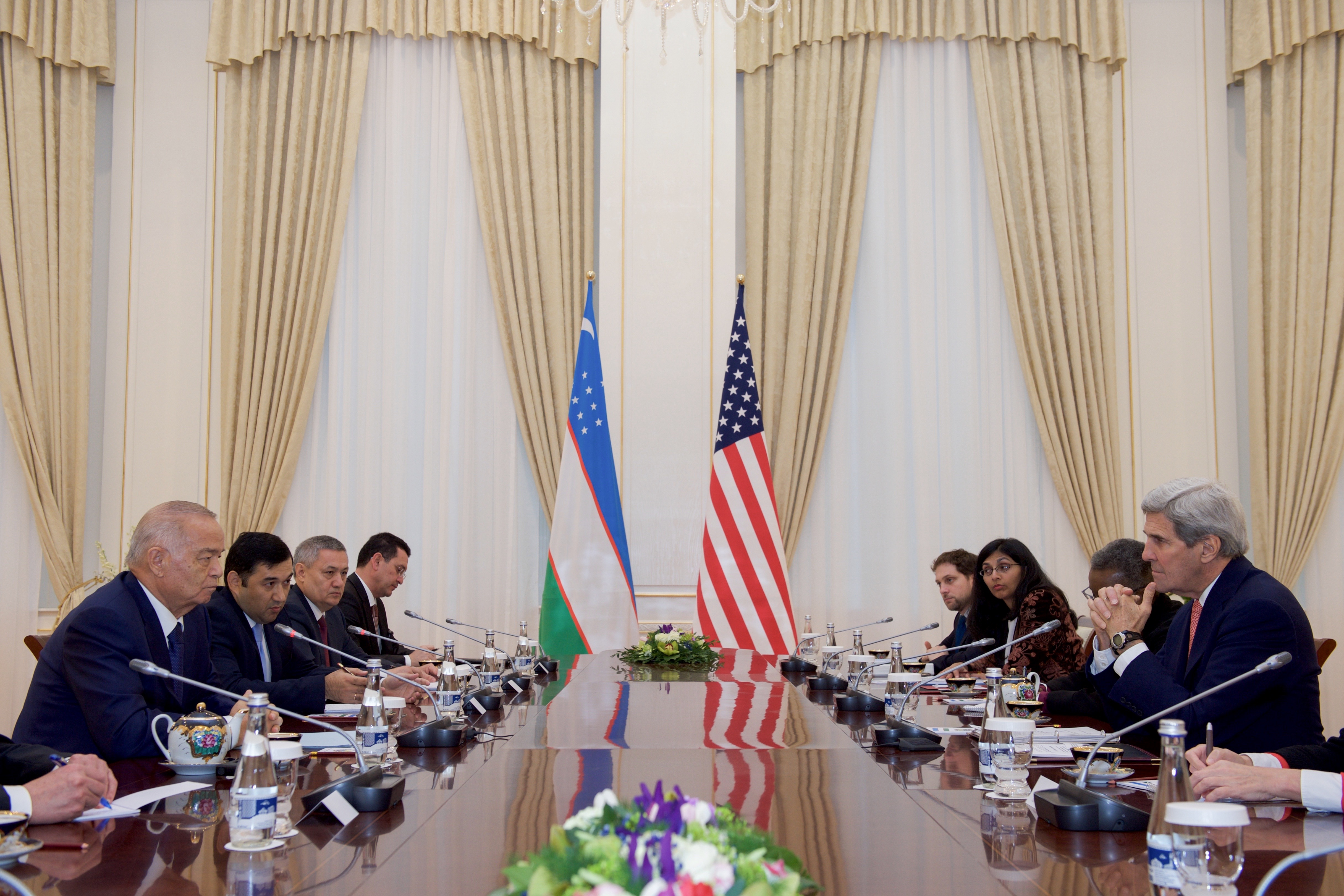
Prezident Karimov jedná s americkou delegací v roce 2015

Země se postupně stala útočištěm islámských radikálů. Radikálové se pokusili spáchat atentát na prezidenta Karimova, ale ten atentát přežil. 9. ledna 2000 byl Karimov opět zvolen za prezidenta ve volbách, které byly znovu označeny za zfalšované a nedemokratické. Ve volbách tehdy získal téměř 92 % hlasů. Po 11. září 2001 se Uzbekistán přidal na stranu spojenců a dokonce poskytl své území vojsku USA při vpádu do Afghánistánu, ovládaného Tálibánem. Boje s islámskými radikály se vyostřovaly a do vězení mířilo stále více lidí.
V roce 2004 během několika dnů na přelomu března a dubna došlo k 11 sebevražedným bombovým atentátům islamistů v hlavním městě Taškentu. V červenci pak vybuchly bomby na velvyslanectví Izraele a USA a na generální prokuratuře v hlavním městě Taškentu. K útoku se přihlásila al-Káida. Poté se uzbecká vláda zapojila po boku USA do boje proti terorismu. V roce 2005, v pátek 13. května, proběhla ve městě Andižan na východě země protivládní akce – ozbrojení povstalci v noci napadli policejní stanici, poté kasárny s vojáky a pak vězení. Bylo osvobozeno 526 vězňů. Následovalo vypálení radnice, divadla a celodenní demonstrace na náměstí proti vládě. Navečer vojáci stříleli do davu a několik set demonstrantů zabili. Západ uvalil na Uzbekistán embargo, ale jinak nezasáhl.
Od roku 2004 nedošlo v Uzbekistánu k žádným teroristickým útokům.

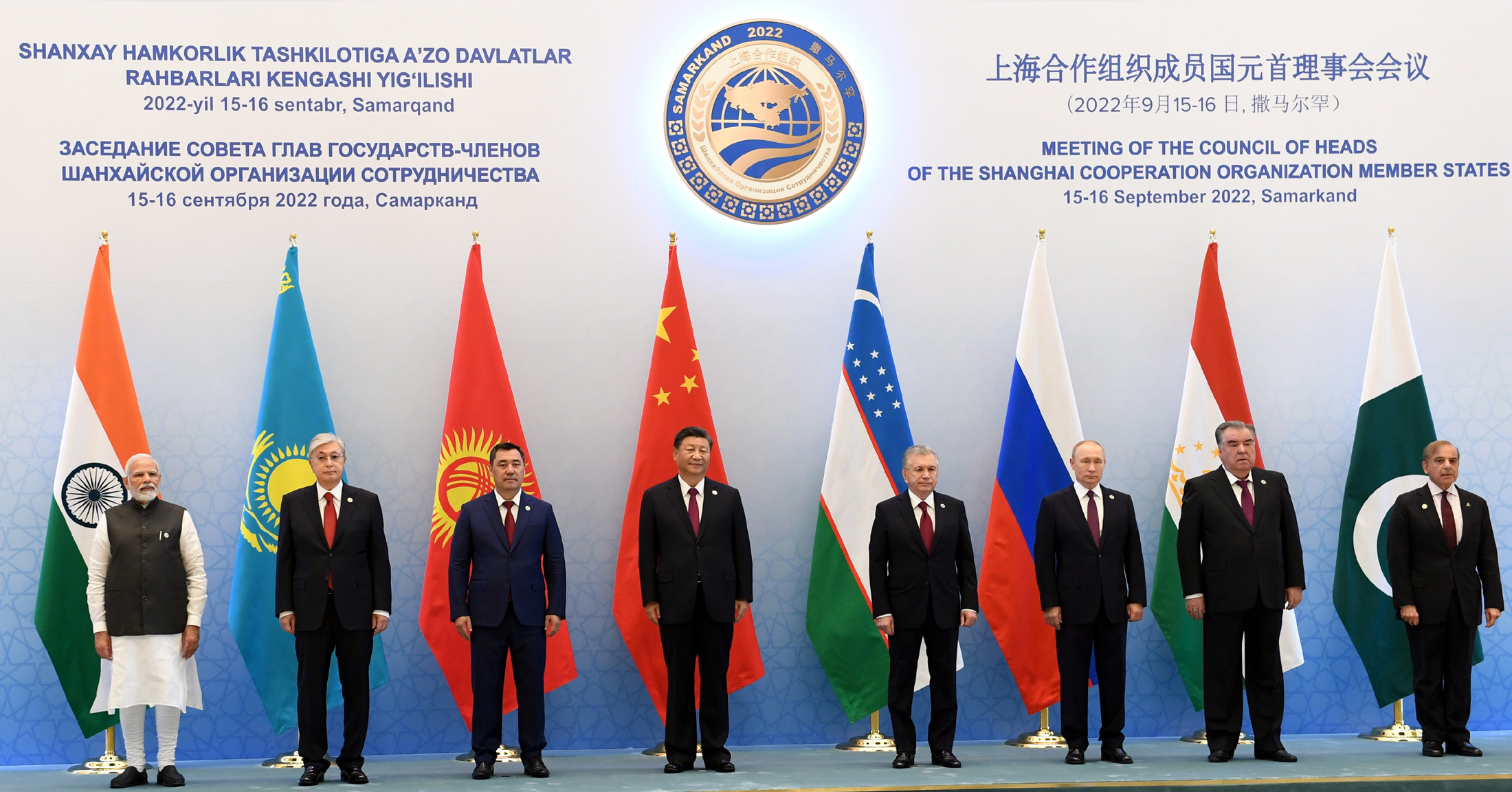
Uzbecký prezident Šavkat Mirzijojev a další vůdci organizace ŠOS v Samarkandu v roce 2022

V prosinci 2007 byl Karimov zvolen opět prezidentem. Další prezidentské volby se konaly koncem března 2015 a Karimov je vyhrál s 90,39 % procenty hlasů. Uzbecký režim byl za jeho vlády označován jako diktatura. V jeho době Uzbekistán zakázal práci dětí, byly zde tradičně každoročně využívány při podzimním sběru bavlny, a přijal zákon, který zakazuje mučení, násilí a jiné nelidské, kruté či ponižující zacházení. V předčasných prezidentských volbách po smrti Islama Karimova byl 4. prosince 2016 novým prezidentem zvolen Šavkat Mirzijojev.
Součástí otevírání Uzbekistánu vůči světu je od roku 2019 zrušení vízové povinnosti pro turistické cesty občanů 45 zemí světa včetně České republiky.

## Státní symboly

### Vlajka
Uzbecká vlajka je tvořena třemi vodorovnými pruhy: světle modrým, bílým a zeleným. Pruhy jsou od sebe oddělené úzkými červenými proužky. Na světle modrém pruhu je u žerdi umístěný půlměsíc a vedle dvanáct pěticípých hvězd.

### Hymna
Uzbecká hymna se nazývá uzbecky O`zbekiston Respublikasining Davlat Madhiyasi. Hudbu složil Mutal Burhonov, slova napsal Abdulla Oripov.

## Geografie

Mapa Uzbekistánu, včetně bývalého Aralského moře

Uzbekistán má rozlohu 447 400 km² a je 56. největší zemí na světě podle rozlohy a 40. podle počtu obyvatel. Mezi zeměmi Společenství nezávislých států je čtvrtou největší podle rozlohy a druhou největší podle počtu obyvatel.
Uzbekistán leží mezi 37° a 46° severní šířky a 56° a 74° východní délky. Od západu na východ měří 1425 km a od severu na jih 930 km. Hraničí s Kazachstánem (délka hranice 2203 km)a Aralkumskou pouští (bývalé Aralské moře) na severu a severozápadě, Turkmenistánem (1621 km ) a Afghánistánem (137 km) na jihozápadě, Tádžikistánem (1161 km) na jihovýchodě a Kyrgyzstánem (1099 km) na severovýchodě a je jedním z největších středoasijských států a jediným středoasijským státem, který hraničí se všemi čtyřmi ostatními. Uzbekistán má také krátkou hranici s Afghánistánem na jihu.
Uzbekistán je horká, suchá, vnitrozemská země. Je jednou ze dvou dvojnásobně vnitrozemských zemí na světě - to znamená, že vnitrozemská země je zcela obklopena jinými vnitrozemskými zeměmi. Druhou dvojnásobně vnitrozemskou zemí je Lichtenštejnsko. Navíc vzhledem k poloze v řadě bezodtokových oblastí nevede žádná z jeho řek do moře. Méně než 10 % jeho území tvoří intenzivně obdělávaná zavlažovaná půda v říčních údolích a oázách. Aralské jezero, které bylo z velké části vysušeno produkcí bavlny zavedenou v sovětské éře, je považováno za jednu z nejhorších ekologických katastrof na světě. Zbytek území tvoří rozlehlá poušť Kyzylkum a hory.

Köppenova klasifikace podnebí Uzbekistánu

Podle sovětské studie z roku 1981 je nejvyšším bodem Uzbekistánu Khazret Sultan ve výšce 4 643 m n. m. v jižní části Hissarského hřbetu v Surxondarijské oblasti na hranicích s Tádžikistánem, severozápadně od Dušanbe (dříve nazývaný Vrchol 22. sjezdu komunistické strany).
Podnebí v Uzbekistánu je kontinentální, podle Köppenovy klasifikace podnebí na většině území panuje studené aridní podnebí, ročně se naprší málo srážek (100-200 milimetrů). Průměrná letní nejvyšší teplota bývá 40 °C, zatímco průměrná zimní nejnižší teplota se pohybuje kolem -23 °C.

### Vodstvo

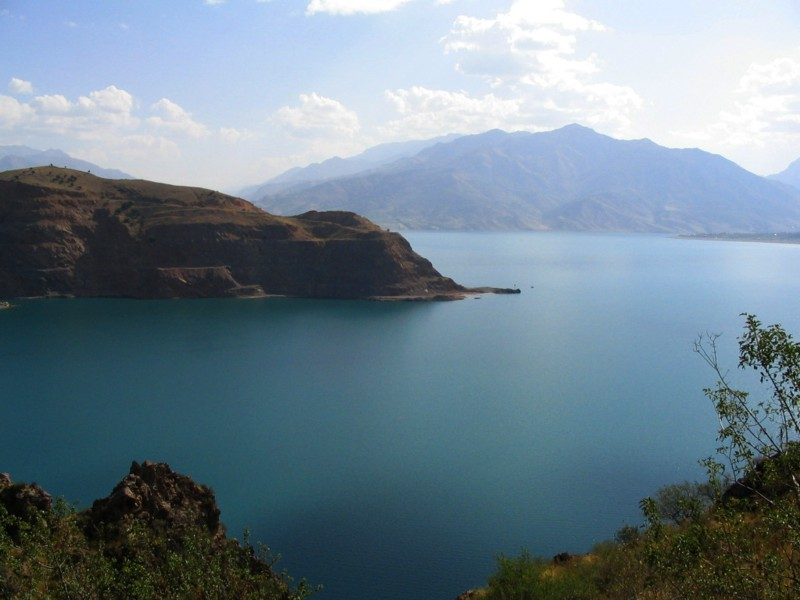
Jezero Čarvak

Charakteristikou Uzbekistánu je silně nerovnoměrné rozložení řek. Zvlášť chudá je na ně rovinatá část. V rovinách ztrácejí řeky vodu na zavlažování, prosakováním a vypařováním, postupně vysychají a často končí slepým ústím. V horách je rozvětvená říční síť. Všechny řeky patří k povodí Amudarji a Syrdarji. Většina z nich má sněhovo-ledovcový zdroj s maximálními stavy v červnu. Do rovin povodí Amudarji stéká ročně 79 km³, z čehož 8 % připadá na horské oblasti; do rovin povodí Syrdarji stéká ročně 38 km³, z čehož 10 % připadá na horské oblasti. Většina přítoků Syrdarji je zcela odvedena na zavlažování ještě před tím, než ji dosáhnou.
Jezera se nacházejí převážně v údolích a deltách velkých řek a na okrajích zavlažovaných oáz. Největší jsou mezinárodní jezera Aralské a Sarykamyšské a vnitrozemská Ajdarkul a Dengizkul. Celkem je na území Uzbekistánu 770 jezer, z nichž 500 náleží do povodí Amudarji a 270 do povodí Syrdarji. Z toho 95 % je menších než 1 km². Je zde také mnoho umělých vodních nádrží: Kattakurganská, Kajrakkumská, Čardarinská, Kyjumazarská, Kasansajská, Tjujabuguzská a Čarvakská.

## Politický systém

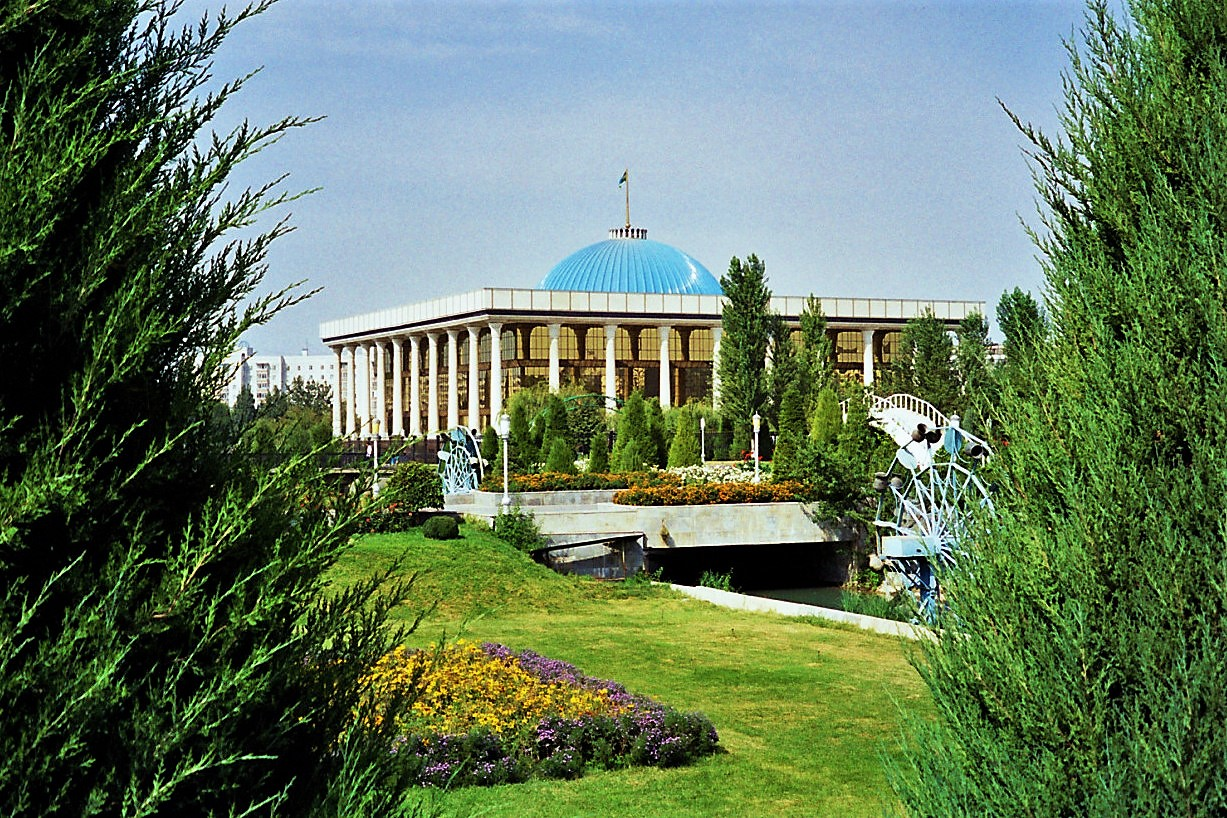
Budova parlamentu (Oliy Majlis)

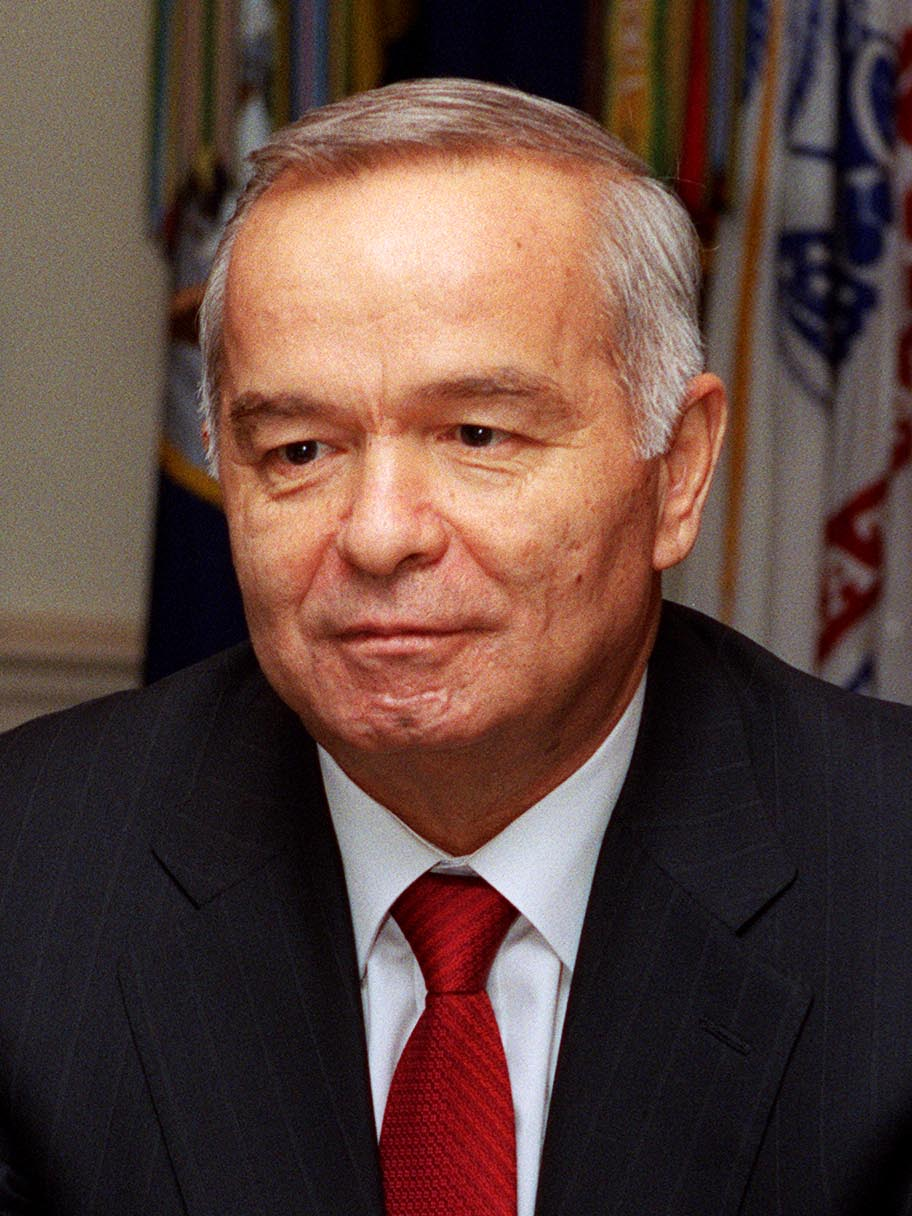
Islam Karimov, první prezident samostatného Uzbekistánu

Uzbecká republika je poloprezidentská ústavní republika, v níž je hlavou státu prezident Uzbekistánu. Výkonnou moc vykonává vláda a předseda vlády Uzbekistánu.
Zákonodárná moc náleží dvěma komorám Olij Madžlisu, Senátu a zákonodárné sněmovně. Soudní moc (neboli justici), tvoří Nejvyšší soud, Ústavní soud, který vykonává soudní moc.
Pohyb směrem k ekonomickým reformám v Uzbekistánu nebyl doprovázen pohybem směrem k politickým reformám. Vláda Uzbekistánu naopak od získání nezávislosti (1. září 1991) zpřísnila svou kontrolu a stále více zasahuje proti opozičním skupinám. Ačkoli se změnily názvy, vládní instituce zůstávají podobné těm, které existovaly před rozpadem Sovětského svazu. 
Po vyhlášení nezávislosti Uzbekistánu na Sovětském svazu v roce 1991 se konaly volby a 29. prosince 1991 byl Islam Karimov zvolen prvním prezidentem Uzbekistánu. Volby do Olij Madžlisu (parlamentu neboli Nejvyššího shromáždění) se konaly na základě usnesení přijatého 16. Nejvyšším sovětem v roce 1994. V tomto roce byl Nejvyšší sovět nahrazen Olij Madžlisem. Třetí volby do dvoukomorového 150členného Olij Madžlisu, zákonodárné komory, a 100členného Senátu na pětileté období se konaly v prosinci 2009. Druhé volby se konaly od prosince 2004 do ledna 2005. Do roku 2004 byl Oliy Majlis jednokomorový. Jeho počet se zvýšil z 69 poslanců (členů) v roce 1994 na 120 v letech 2004-2005 a v současné době činí 150 poslanců.
První prezidentské období Islama Karimova bylo na základě referenda prodlouženo do roku 2000. Následně byl znovu zvolen v letech 2000, 2007 a 2015, přičemž pokaždé získal více než 90 % hlasů. Většina mezinárodních pozorovatelů se však odmítla volebního procesu zúčastnit a výsledky odmítla jako neodpovídající demokratickým standardům.
Referendum z roku 2002 zavedlo dvoukomorový parlament, který se skládá z dolní komory (Olij Madžlis) a horní komory (Senát), přičemž členové dolní komory plní funkci zákonodárců na plný úvazek. Volby do nového parlamentu se konaly v prosinci 2002.
Po Karimovově smrti 2. září 2016 jmenoval Olij Madžlis prozatímním prezidentem premiéra Šavkata Mirzjyoyeva. Ústava sice určila jako právoplatného nástupce předsedu Senátu Nigmatillu Juldaševa, ten však tuto funkci odmítl s odkazem na Mirziyoyevovy bohaté zkušenosti. V prezidentských volbách v prosinci 2016 byl Mirziyoyev oficiálně zvolen 88,6 % hlasů.. Ve funkci předsedy vlády jej poté vystřídal místopředseda vlády Abdulla Aripov.
Jako prezident Mirziyoyev vyměnil většinu Karimovových úředníků a vyzval k zapojení mladších, vlastenecky smýšlejících osobností do vlády. Postupem času se od Karimovovy politiky distancoval a navštěvoval různé regiony a města, aby dohlížel na reformy. Analytici a západní média přirovnávali jeho styl vedení k čínskému reformátorovi Teng Siao-pchingovi a sovětskému Michailu Gorbačovovi a označovali jeho působení za potenciální „uzbecké jaro“.
Islam Karimov zemřel v roce 2016 a jeho nástupce Šavkat Mirzijojev se podle většinového mínění snažil o méně autokratickou cestu, když zvyšoval spolupráci s nevládními organizacemi zabývajícími se lidskými právy, plánoval zrušení výjezdních víz sovětského typu v roce 2019 a snižoval tresty za některé přestupky.
Zpráva Amnesty International o zemi za období 2017–2018 konstatovala některá přetrvávající represivní opatření a nedostatek právního státu při vymýcení moderního otroctví. V únoru 2020 OSN oznámila, že Uzbekistán dosáhl „významného pokroku“ při vymýcení nucené práce při sklizni bavlny, neboť 94 % sběračů pracovalo dobrovolně.

## Ekonomika
Uzbekistán je čtvrtý největší producent a druhý největší vývozce bavlny. Významný je jeho těžební a zpracovatelský průmysl, země je sedmý největší producent zlata na světě. Je také významný producent zemního plynu, uhlí, mědi, oleje, stříbra, a uranu. Dvě třetiny obyvatelstva žijí na venkově a věnují se zemědělství v intenzivně využívaných údolích řek, tvořících 11 % povrchu země. Po rozpadu SSSR vláda pokračovala v centrálně řízené ekonomice, výrazně na ni dopadly ekonomické krize Ruska a dalších asijských zemí. Proto se v současnosti vláda mírně pokouší liberalizovat trh a přilákat zahraniční investory. Chudoba jakož i nezaměstnanost přesahují 20 %.
Uzbek Ališer Usmanov je velmi úspěšným podnikatelem v Rusku. Je majoritním vlastníkem koncernu Metalloinvest. Dále vlastní nebo spoluvlastní například druhého největšího mobilního operátora Ruska MegaFon, největšího ruského internetového prodejce Mail.Ru (a přes něj sociální sítě Odnoklassniki a VKontakte) nebo vydavatelství Kommersant.
Vzájemný obchodní obrat mezi Českem a Uzbekistánem postupně roste. Statistika Českého statistického úřadu:
| Rok       | 2018          | 2019          | 2020          | 2021          |
| Celkem Kč | 1 125 383 000 | 1 732 407 000 | 1 965 127 000 | 1 639 579 000 |

V prvních 6 měsících roku 2022 činil 1 185 702 000 Kč, což značí, že od roku 2018 se vzájemný obchodní obrat zdvojnásobil.

## Obyvatelstvo
K roku 2024 je Uzbekistán nejpočetnější zemí Střední Asie. Jeho 37,5 milionů obyvatel tvoří téměř polovinu celkové populace regionu. Obyvatelstvo Uzbekistánu je velmi mladé, i když pomalu stárne. Celkem 23 % jeho obyvatel je mladších 16 let (odhad z roku 2020).  Podle oficiálních zdrojů tvoří Uzbekové většinu (84,5 %) celkové populace. K dalším etnickým skupinám patří Tádžikové 4,8 %, Kazaši 2,4 %, Karakalpakové 2,2 %, Rusové 2,1 % a Tataři 0,5 % (k roku 2021)[5].

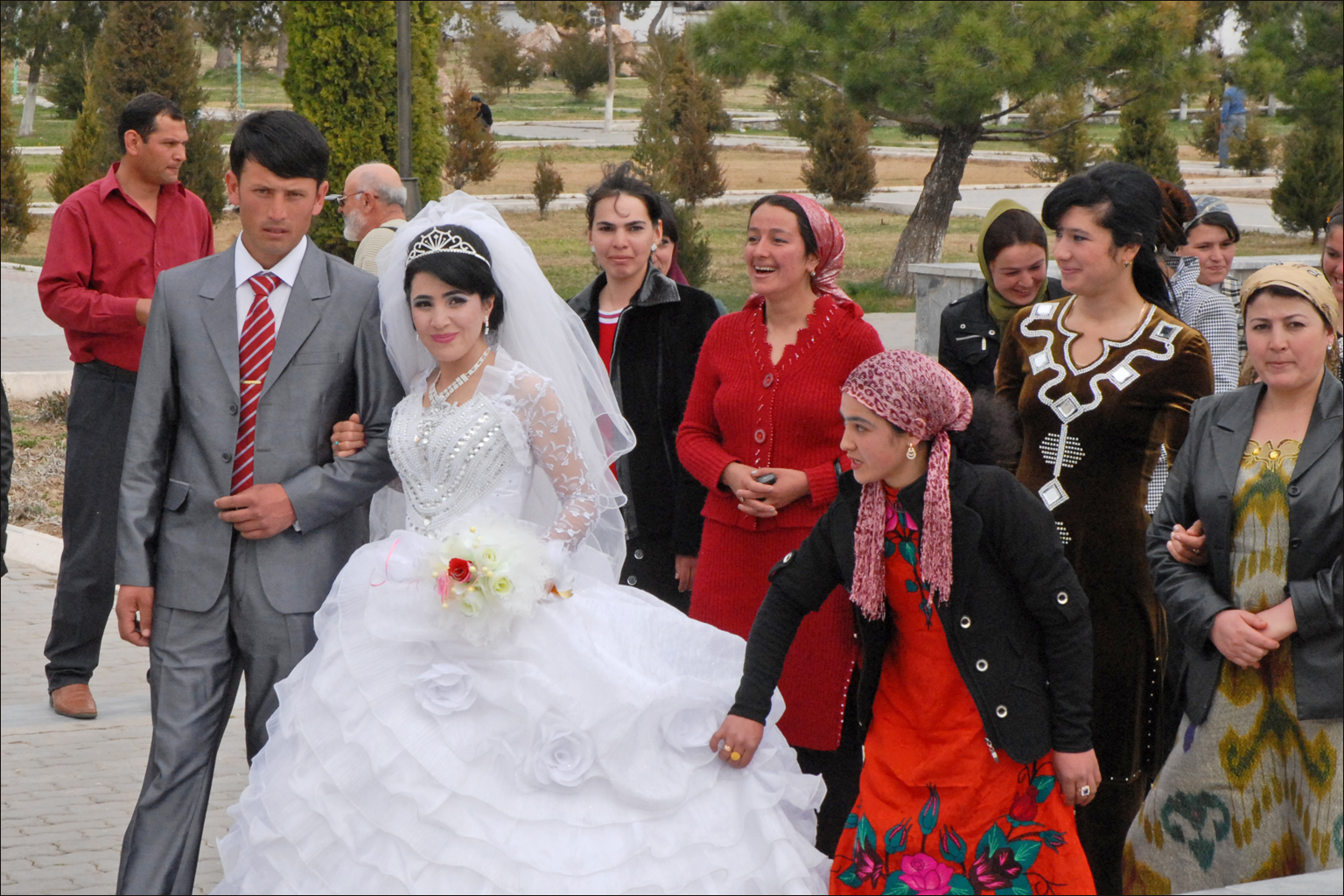
Novomanželé navštěvují Tímurovy sochy, aby přijali svatební požehnání

O procentuálním zastoupení tádžického obyvatelstva se vedou spory. Zatímco oficiální státní čísla z Uzbekistánu uvádějí počet kolem 5 %, toto číslo je údajně podhodnocené a někteří západní vědci uvádějí až 10-20 %. V Uzbekistánu žije etnické korejské obyvatelstvo, které bylo do oblasti násilně přesídleno Stalinem ze sovětského Dálného východu v letech 1937-1938. V Uzbekistánu žijí také malé skupiny Arménů, většinou v Taškentu a Samarkandu. 
Etnické složení obyvatel Uzbekistánu v roce 2021:
- Uzbekové 29,2 milionu lidí, tj. 84,4 % populace.
- Tádžikové 1,7 milionu lidí.
- Kazaši 821,2 tisíce lidí.
- Karakalpakové 752,7 tisíce lidí.
- Rusové 720,3 tisíce lidí.
- Kyrgyzové 291,6 tisíce lidí.
- Turkmeni 206,2 tisíce lidí.
- Tataři 187,3 tisíce lidí.
- Korejci 174,2 tisíce lidí.
- Ukrajinci 67,9 tisíce lidí.
- Ázerbájdžánci 41,2 tisíce lidí.
- Bělorusové 18,5 tisíce lidí.
- Ostatní národnosti: 426,4 tisíce lidí [56].

Národ je z 96 % muslimský (většinou sunnitský, s menšinou šíitů), z 2,3 % pravoslavný a z 1,7 % jiného vyznání. Zpráva o mezinárodní náboženské svobodě Ministerstva zahraničí USA za rok 2004 uvádí, že 0,2 % obyvatel jsou buddhisté (jedná se o etnické Korejce). Bucharští Židé žijí ve Střední Asii, převážně v Uzbekistánu, již tisíce let. V roce 1989 žilo v Uzbekistánu 94 900 Židů (podle sčítání lidu z roku 1989 asi 0,5 % obyvatelstva), ale nyní, po rozpadu Sovětského svazu, většina středoasijských Židů odešla z regionu do Spojených států, Německa nebo Izraele. V roce 2007 v Uzbekistánu zůstávalo méně než 5 000 Židů.
Rusové tvoří asi 2,1 % celkové populace Uzbekistánu, v roce 1989 představovali 5,5 %, v sovětském období tvořili Rusové a Ukrajinci více než polovinu obyvatel Taškentu. Při sčítání lidu v roce 1970 bylo v zemi napočítáno téměř 1,5 milionu Rusů, což představovalo 12,5 % obyvatelstva. Po rozpadu Sovětského svazu došlo ke značné emigraci etnických Rusů, většinou z ekonomických důvodů.
Ve 40. letech 20. století byli krymští Tataři spolu s povolžskými Němci, Čečenci, pontskými Řeky, Kumaky a mnoha dalšími národnostmi deportováni do Střední Asie. V Uzbekistánu nadále žije přibližně 100 000 krymských Tatarů. Počet Řeků v Taškentu se snížil z 35 000 v roce 1974 na přibližně 12 000 v roce 2004. Po pogromu ve Ferganské kotlině v červnu 1989 opustila zemi většina meschetských Turků.
Téměř 10 % uzbecké pracovní síly pracuje v zahraničí, většinou v Rusku a Kazachstánu.
V Uzbekistánu je 100 % gramotnost dospělých starších 15 let (odhad z roku 2019).
Průměrná délka života v Uzbekistánu je 75 let. U mužů 72 let a u žen 78 let.

Prezident Šavkat Mirziyoyev podepsal v březnu 2020 zákon, který požaduje, aby se celostátní sčítání lidu konalo nejméně každých 10 let. Obyvatelstvo nebylo oficiálně sčítáno více než 30 let. V listopadu 2020 bylo první sčítání zrušeno kvůli obavám z koronaviru a obrovské náročnosti úkolu. Následně bylo naplánováno na roky 2025-2026, přičemž výsledky by měly být zveřejněny v roce 2027.

### Náboženství
Obyvatelé vyznávají hlavně islám (88 %, z toho sunnitský islám (95 %) a ší'itský islám (5 %). Další náboženství jsou: pravoslaví (9 %) a ostatní náboženství (3 %). Uzbekistán měl v minulosti velkou židovskou komunitu, která významně pomáhala Temerlánovi s výstavbu Samarkandu. Na začátku komunistické vlády bylo v Samarkandu třicet synagog. V roce 1935 zbyla jediná, kvůli komunistické restrikci náboženského života, ale ještě v roce 1970 registrovaly úřady Uzbecké SSR 103 000 občanů židovské národnosti. Gorbačovova dohoda s Izraelem na konci 80. let ovšem umožnila jejich legální emigraci do Izraele, v 90. letech pak emigrace pokračovala i jinam. V současnosti je v Uzbekistánu již jen asi 4200 židů. Roku 2018 náboženská společenství musela instalovat do svých prostor kamery z důvodu "kontroly bezpečnosti". Lidskoprávní organizace Forum 18 upozorňuje od dubna 2024 na případy demolice náboženských objektů, a to jak mešit, tak křesťanských modliteben, mimo jiné v souvislosti s výstavbou taškentského metra. Navíc, 21. února 2025 vstoupil v platnost zákon zakazující navštěvovat „nelegální náboženské vzdělávání“ před dosažením věku 18 let, tedy podle výkladu tohoto zákona účast na shromážděních neregistrovaných náboženských společenství. (Podobná situace je například v Kyrgyzstánu.) Aktuální zákonná ustanovení z roku 2025 zahrnují omezení např. pro státní zaměstnance v průběhu ramadánu, pro muslimy pro úpravu jejich vzhledu (u mužů plnovousy, u žen hidžáb.)
V Uzbekistánu se nejvíce používá uzbečtina (74,3 %), ta je i úředním jazykem. Dále se používá ruština (14,2 %), tádžičtina (4,4 %) a ostatní jazyky (7,1 %).

## Kultura

### Památky
Na seznam světového dědictví UNESCO byly zapsány čtyři uzbecké položky. Jako první bylo v roce 1990 na seznam zapsáno Ičan Kala, malé opevněné vnitřní město ve městě Chiva, metropoli dávné Chorézmské říše. Za desetimetrovými zdmi se tísní 250 starých domů a dalších asi 50 památek. K dominantám města patří vysoké kamenné vstupní brány. V roce 1993 bylo zapsáno celé historické centrum města Buchara, tedy nejzachovalejšího středověkého města ve střední Asii. K nejslavnějším památkám zde patří minaret Kalján, obklopený chrámovým komplexem Poi Kalján. Minaret bývá též nazývána Věž smrti, neboť dle legendy byli z věže svrháváni odsouzenci na smrt. Významnou památkou v Buchaře je také Ljabi chauz (přičemž chauz bylo v perské architektuře centrální náměstí s vodní nádrží), Bachauddinovo mauzoleum, mohutné hradby zdejší pevnosti nebo mešita Chor minor. V letech 2000–2001 byla zapsána další dvě historická centra, obě spojená především s Temerlánem a jeho říší. Šachrizabz bylo Temerlánovo rodiště a centrum v počátcích jeho vlády, ze Samarkandu později udělal hlavní město své mocné říše. Perlou Samarkandu je náměstí Registán, na němž se nacházejí tři islámské školy (medresy) vystavěné v typickém islámském stylu. Nejstarší je Ulegbekova škola, která byla postavena již roku 1417. V roce 1618 byla postavena Šer Dór, roku 1646 Tilla-Kori. Z dalších památek Samarkandu je nejvýznamnější mešita Bibi Chanim. Mimo města Světového dědictví patří k nejdůležitějším památkám mauzoleum Chor Bakr ve městě Kalaja. Z moderní architektury lze zmínit dominantu hlavního města, taškentskou televizní věž, nejvyšší stavbou ve Střední Asii, pomineme-li komíny. 

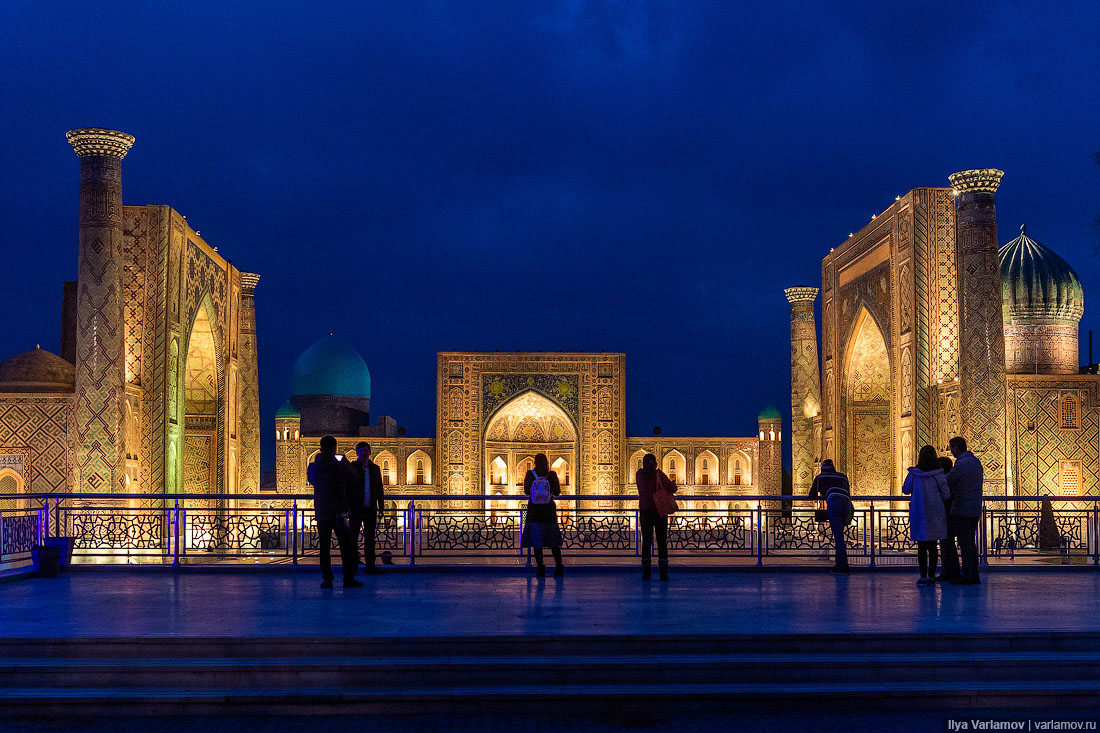
Registán, Samarkand
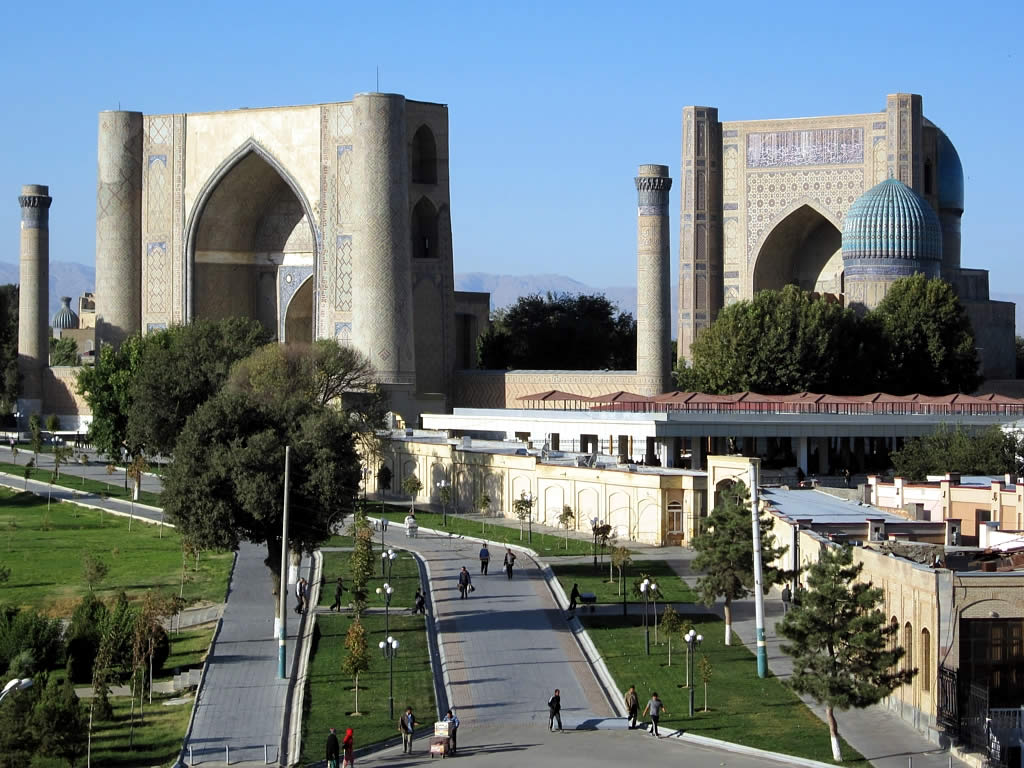
Mešita Bibi Chanim, Samarkand
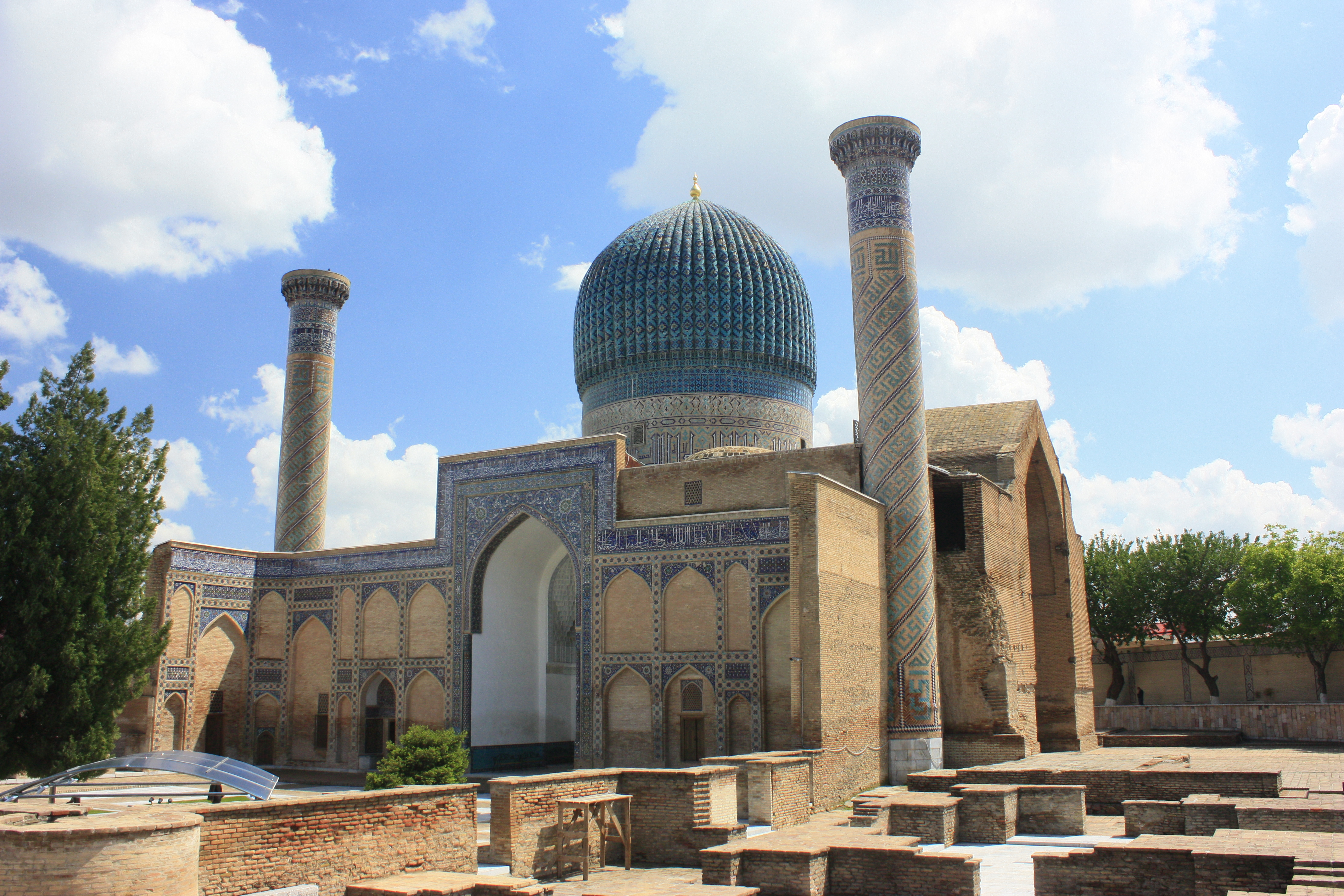
Temerlánovo mauzoleum Gure Amir
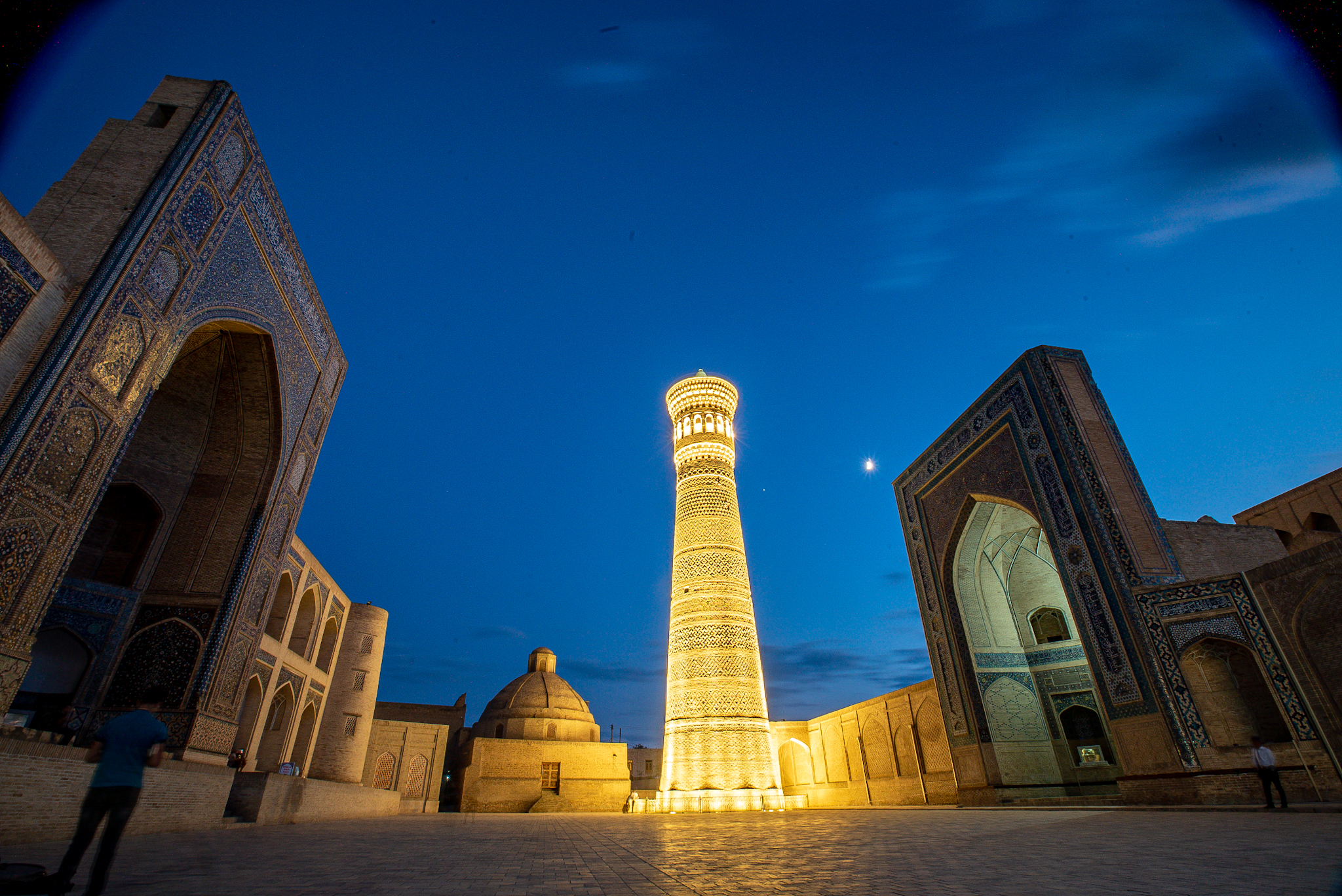
Minaret Kalján, Buchara
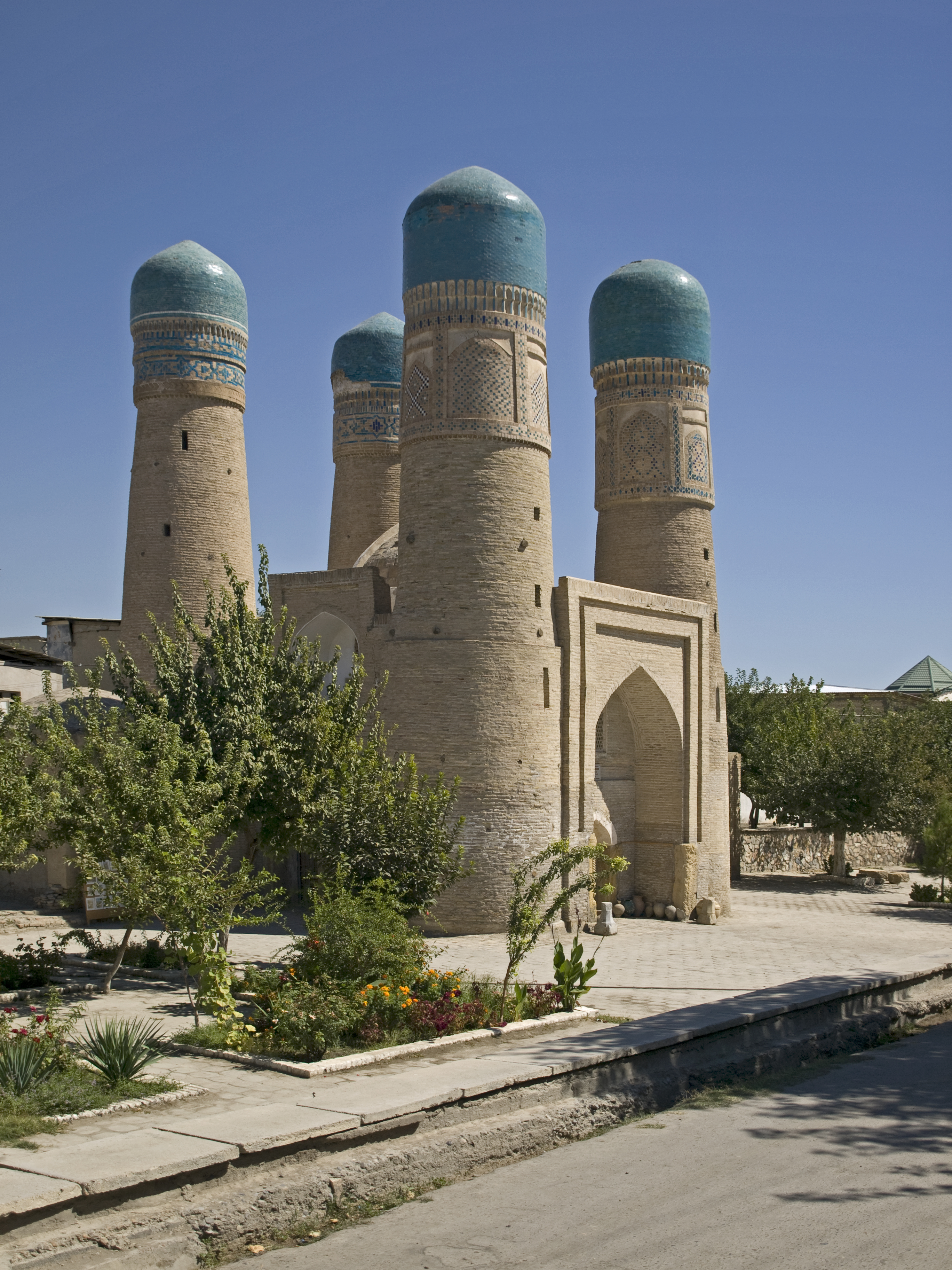
Mešita Chor Minar, Buchara
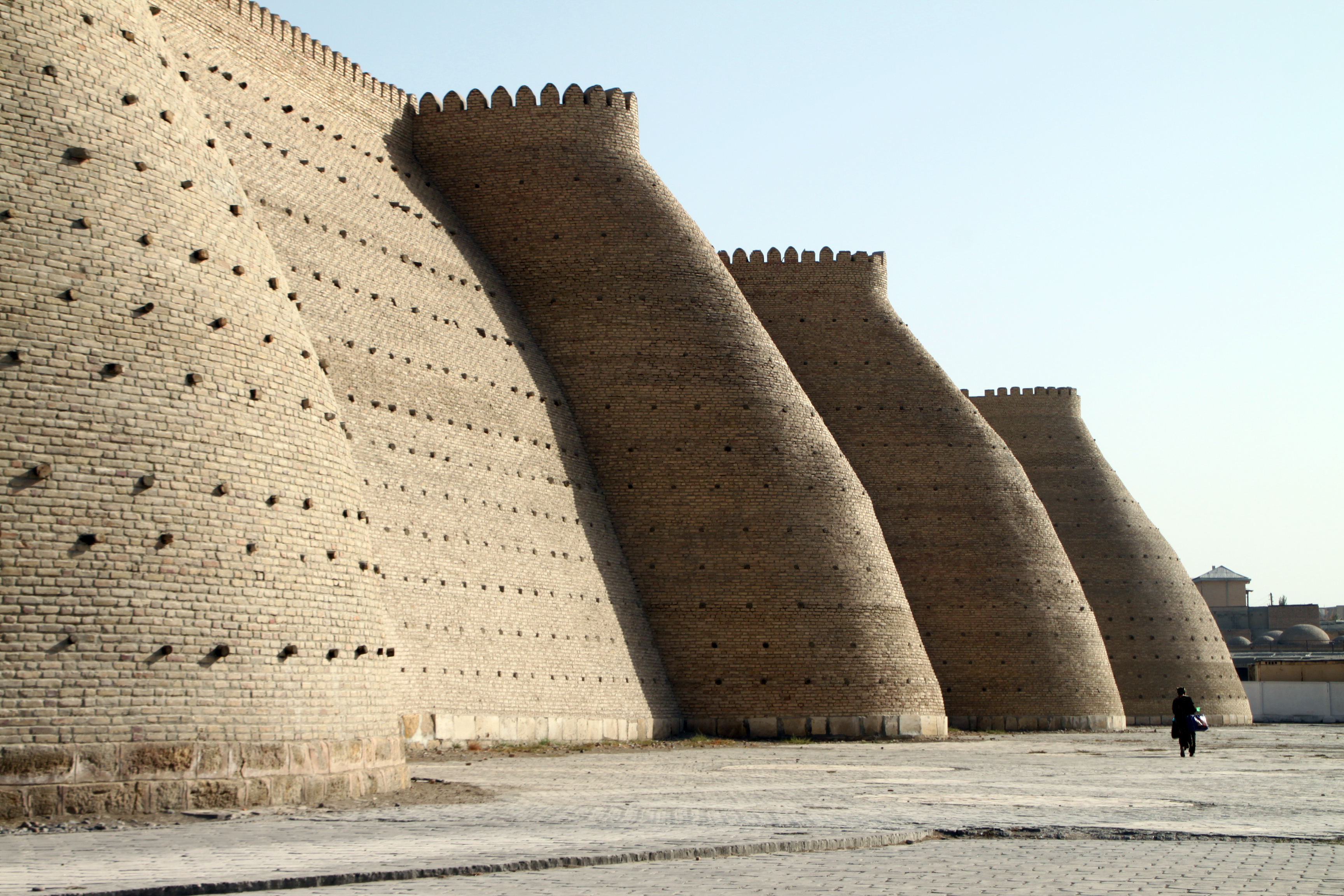
Bucharská pevnost
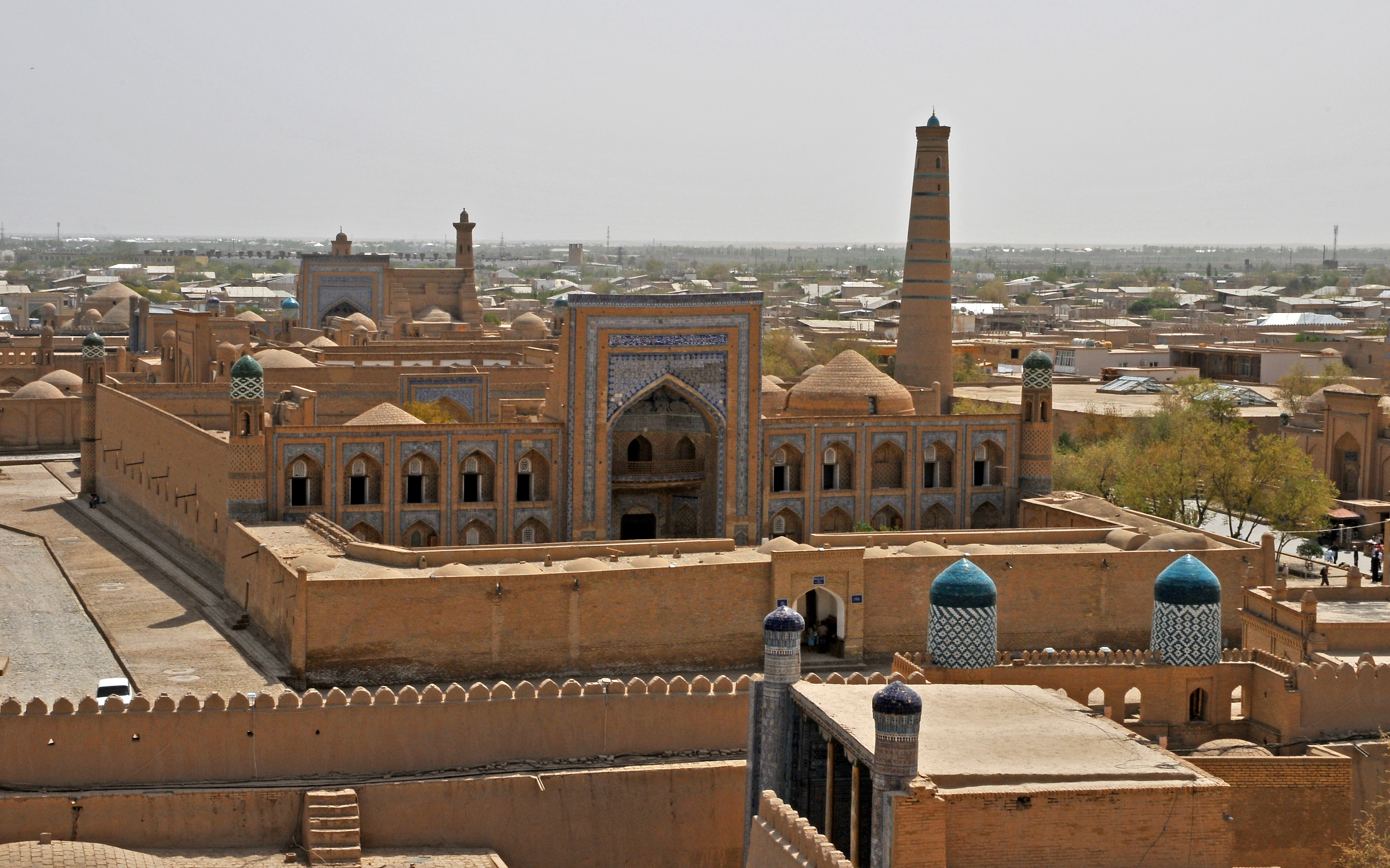
Ičan Kala
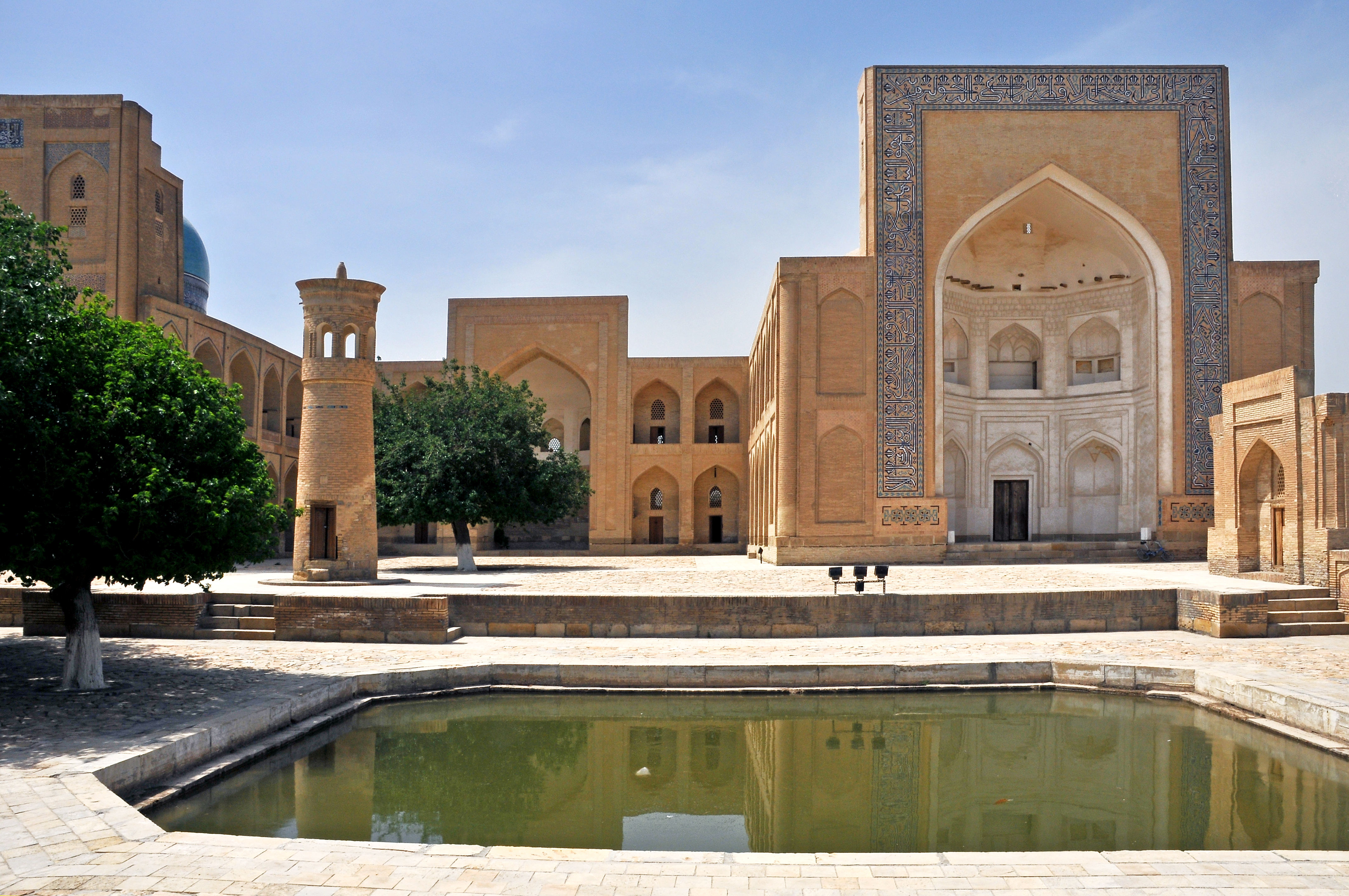
Chor Bakr

### Památky světového dědictví UNESCO
Uzbekistán má na seznamu světového dědictví UNESCO pět kulturních a dvě přírodní památky.
Mezi tyto kulturní památky patří:
- Ičan Kala (Chiva), přidána v roce 1990
- Historické centrum Buchary, přidána v roce 1993
- Historické centrum Šahrisabz, přidána v roce 2000
- Samarkand – Křižovatka kultur, přidána v roce 2001
- Hedvábná stezka: koridor Zeravšan-Karakum, přidána v roce 2023

Přírodní památky jsou:
- Západní Ťan-Šan, přidána v roce 2016
- Chladné zimní pouště Túrán, přidány v roce 2023[84]

### Umění

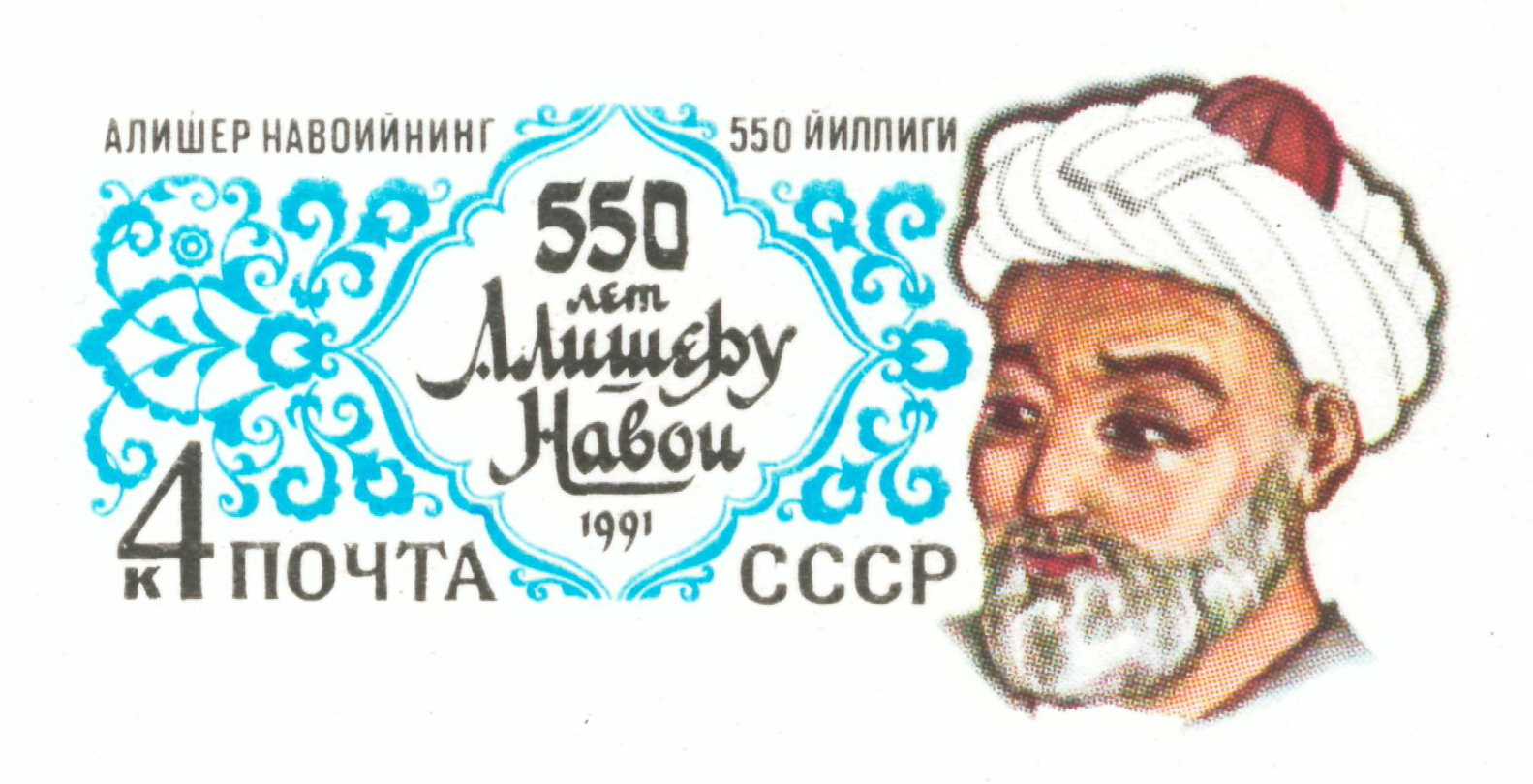
Alíšer Navoí na sovětské poštovní známce

V Buchaře se narodil Muhammad al-Buchárí, autor sbírky Sahíh al-Buchárí, jedné ze šesti kánonických sbírek v sunnitském islámu. Z Termezu byl jiný významný perský islámský teolog, Al-Tirmidhí. K největším kulturním osobnostem v dějinách Uzbekistánu patří básník 15. století Alíšer Navoí, zakladatel čagatajské (starouzbecké) literatury. Čerpal z perských zdrojů, ale zdůrazňoval rovnocennost starouzbečtiny a perštiny (zejm. v díle Muxokamat allugatayn). K jeho nejslavnějším dílům patří Farchad a Sírín. Jeho život se stal námětem vůbec prvního uzbeckého filmu z roku 1948: Básník a vladař. Významné historické práce v čagatajštině sepsal Abú al-Ghází Bahádur. Čagatajsky psal i Magtymguly Pyragy, který však bývá označován především za otce literatury turkmenistánské. V 19. století se stala významnou básnířkou Nodira. Z moderních autorů patří k nejvýznamnějším Hamza Nijází (1889–1929), který byl mimo jiné klíčovou postavou reformy staré uzbečtiny (čagatajštiny) a její přeměny v současnou uzbečtinu. Je též označován za prvního uzbeckého dramatika a prosazoval v uzbecké literatuře socialistický realismus. Dramatikem byl i Abdurauf Fitrat, který se stal obětí Stalinových čistek, stejně jako další spisovatelé – básník Čulpan a Abdulla Kadyri, tvůrce realistických historických románů. Za nejvýznamnějšího moderního básníka bývá označován Gafur Gulom (1903–1966), z ženských autorek to byla básnířka Zulfija.
Styl lidové hudby zvaný šašmakom byl zapsán na seznam nehmotného kulturního světového dědictví UNESCO. Známou zpěvačkou tohoto žánru byla například Munojotxon Yoʻlchiyeva. K představitelkám uzbecké pop music patří zejména zpěvačky Rayhon, Šachzoda, Sogdiana, Sevara Nazarchanová a Julduz Usmonova. V Uzbekistánu se narodili i američtí klavíristá Yefim Bronfman a Alexei Sultanov.
Nukuské muzeum umění je jedno z nejnavštěvovanějších v Uzbekistánu. Má okolo 90 tisíc exponátů, vzácná je zejména sbírka obrazů ruské avantgardy 20. a 30. let.
Chudajbergen Děvanov byl první uzbecký fotograf, filmař a kameraman. Významným režisérem sovětské éry byl Šuhrat Abbosov, jehož snímek Mahallada duv-duv gap z roku 1960 bývá označován za nejlepší uzbecký film všech dob. Abbosov napsal také scénář k úspěšnému filmu Šum bola z roku 1977, šlo o adaptaci knihy Gafura Guloma. Ke známým hercům patří Sitora Farmonova, Ravšana Kurkova nebo Rita Volk.

### Věda

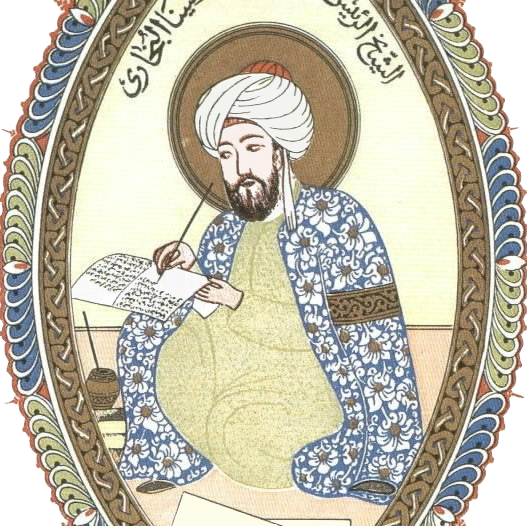
Avicenna

Uzbekistán byl rodištěm řady vědeckých osobností islámského zlatého věku 9.–11. století (většinou spadajících do gravitačního pole perské kultury). V Afšaně poblíž Buchary se narodil proslulý Avicenna. Jeho lékařská encyklopedie Al-Kánún fi ttibb (1030) zachránila pro Evropu mnoho ze starořeckého vědění a položila ještě o několik stovek let později základy evropské medicíny. Byl i významným filozofem a psal též o astronomii, alchymii, geografii, geologii, psychologii, teologii, logice, matematice, fyzice i poezii, jak bylo v jeho době obvyklé – po učencích se tehdy žádalo maximálně univerzální vzdělání.
V Kathu se narodil další z největších vědců starověku, Aliboron, otec geodézie či indologie, ale též významný astrolog, astronom, filozof, lékař, matematik, historik a kartograf 11. století. Vypočítal na svou dobu velmi přesně rozměry Země a byl přesvědčen o tom, že Země rotuje kolem své osy a obíhá kolem Slunce. Znal také fakt, že rychlost světla je mnohonásobně větší, než rychlost zvuku. Jedním z nejvýznamnějších astronomů 9. století byl rodák z Fergany Al-Farghání.
V Chivě se narodil další proslulý badatel, Al-Chorezmí. Je autorem aritmetického traktátu Kitáb al-džám'a wa-l-tafríq bil-hisáb al-hindi asi z roku 825, který v roce 1145 přeložil Robert z Chesteru do latiny jako Algorithmi de numero indorum. Prostřednictvím této knihy se evropská věda seznámila s indickou poziční soustavou výpočtů a s číslem nula.
Astronom 15. století Ali Al-Kušči se narodil v Samarkandu. Také Temerlánův vnuk Ulugbeg byl nejen vládce, ale i významný vědec. V letech 1427–1429 nechal postavit u Samarkandu observatoř vybavenou obřím mramorovým kvadrantem o poloměru 40,2 m. Zde, dost možná i osobně, vynalezl sextant. Jinak se v observatoři sešla řada vynikajících arabských astronomů a matematiků. Zachovaly se tabulky poloh 1018 hvězd, které byly nejpřesnější až do doby pozorování optickými přístroji. Významným současným astronomem je Rašid Sunjaev.
Na území pouště Kyzylkum v Uzbekistánu se nacházejí výchozy geologického souvrství Bissekty, které obsahují množství paleontologicky významných zkamenělin dinosaurů i jiných živočichů z období počínající pozdní křídy (asi před 92 až 90 miliony let).

### Kuchyně
Uzbecká kuchyně je podobná ostatním kuchyním v regionu střední Asie. Základními potravinami jsou nudle a chléb (často typu naan), z masa se nejčastěji používá skopové. Uzbecké pokrmy zpravidla nebývají příliš výrazné a pikantní. Uzbekistán je znám svou produkcí ovoce, nejčastěji melounů, hroznů nebo meruněk. Ovoce se často suší. Typickým pokrmem je pilaf (zvaný též plov), což je směs rýže, kusů masa, cibule a zeleniny, někdy i ovoce, rozšířený po celé střední Asii. Oblíbené jsou také opékané špízy šašlik, plněné taštičky z těsta trojúhelníkového tvaru zvané samsa (známé v Česku více jako samosa), plněné knedlíčky manty nebo nudlový pokrm lagham, což jsou nudle s kousky masa, zeleninou, cibule a bylinkami, zalité obvykle pikantním vývarem. Z polévek je to šurpa, z dezertů chalva. Nejvíce se pije zelený čaj, kefír a ajran, což je solený nápoj vyrobený z jogurtu a vody. Je podobný indickému lassi. Menšinové národy v Uzbekistánu (bucharští Židé a Korejci) si udržují vlastní specifickou kuchyni.

### Sport

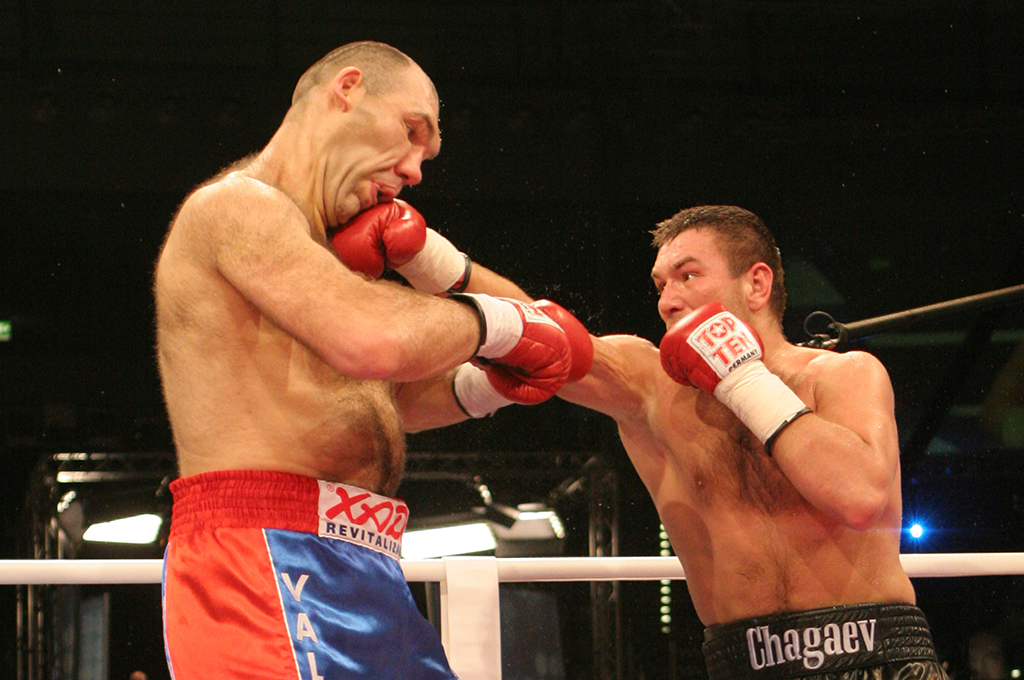
Ruslan Čagajev (vpravo)

K nejznámějším uzbeckým sportovcům patří cyklista Džamolidin Abdužaparov, který vyhrál bodovací soutěž na Závodu míru a po přestupu mezi profesionály i na všech třech závodech Grand Tour. Rustam Kasimdžanov je šachovým mistr světa FIDE. Ruslan Čagajev je prvním a dosud jediným boxerem z asijského státu, který se stal profesionálním mistrem světa v těžké váze. Má i dva tituly amatérského mistra světa. Jako amatér též ukončil neporazitelnost Kubánce Felixe Savóna.
Boxeři jsou hlavní zbraní samostatného Uzbekistánu i na olympijských hrách. Z osmi zlatých olympijských medailí, které k roku 2018 Uzbekistán získal, zařídili polovinu (Muhammad Abdullaev, Hasanboy Dusmatov, Šachobidin Zoirov, Fazliddin Gaibnazarov). Úspěšní jsou i zápasníci (Artur Tajmazov, Aleksandre Dochturišvili). Zlatou olympijskou medaili získal i vzpěrač Ruslan Nurudinov a jedna přišla i ze zimních her, díky akrobatické lyžařce Lině Čerjazovové, která vyhrála soutěž ve skocích na hrách v Lillehammeru roku 1994. Šlo o historicky první zlato pro samostatný Uzbekistán. Na hrách v Riu roku 2016 Uzbeci získali celkem třináct medailí a v pořadí zemí tak skončili na 21. místě, což byl jejich nejlepší výsledek v historii. Někteří uzbečtí sportovci uspěli už v dresu Sovětského svazu. Individuální zlato získali zápasníci Rustam Kazakov (1972), Arsen Fadzajev (1988) a Macharbek Chadarcev (1988, 1992). Několik Uzbeků v sovětské éře uspělo také v týmových soutěžích, například gymnastka Oksana Čusovitinová nebo běžkyně Marina Šmoninová (ve štafetě na 4x400 metrů).
V Uzbekistánu se vyvinul i úpolový sport zvaný kuraš, nebo také uzbecký či bucharský kuraš. Současný sport je kombinací juda, zápasu sambo a zápasnického stylu praktikovaného na území Uzbekistánu a Tádžikistánu od starověku (v Tádžikistánu je zván guštingiri). Moderní pravidla ustavil Uzbek Komil Jusupov. Slovo kuraš v uzbečtině znamená "dosáhnout cíle čistými prostředky".